# Leiria
Leiria é uma cidade portuguesa na histórica província da Beira Litoral  e sede do distrito de Leiria, integrada na sub-região Região de Leiria da região do Centro, com uma população de 55 074 habitantes em 2021.
É sede do Município de Leiria que, tendo uma área total de 565,09 km2, 128 616 habitantes em 2021 e, por isso, uma densidade populacional de 227 habitantes por km2, subdividido em 18 freguesias, faz dele o segundo município e a segunda cidade mais populosa das Beiras, apenas superado pelo município e pela cidade de Coimbra.
O município é limitado a nordeste pelo município de Pombal, a leste por Ourém, a sul pela Batalha e Porto de Mós, a sudoeste por Alcobaça, a oeste pela Marinha Grande e a noroeste pelo oceano Atlântico.
A cidade é banhada pelos rios Lis e pelo seu afluente, o Lena, sendo o castelo de Leiria o seu monumento mais notável. O concelho recebeu o primeiro foral de D. Afonso Henriques, o primeiro rei de Portugal, em 1142, sob o nome de Leirena.
O feriado municipal é o dia 22 de maio e celebra a criação da diocese de Leiria, no ano de 1545. A sua elevação a cidade ocorreu no dia 13 de junho do mesmo ano.
Leiria foi uma das cidades escolhidas para fazer parte do Euro 2004, e graças a isso o seu estádio municipal sofreu uma profunda remodelação (obra que, contudo, endividou muito o município, sujeitando-o a encargos a suportar pelo menos durante duas décadas). 
Com uma gastronomia variada e com tradições reconhecidas, o município tem uma historia longa e rica, como o testemunham o seu icônico castelo, ou outros monumentos, como o Santuário de Nossa Senhora da Encarnação. 
O município de Leiria dispõe ainda no seu território das Termas de Monte Real, de praias como a de Pedrógão, da Lagoa da Ervideira e da mata municipal de Marrazes. 
Ficam relativamente perto as históricas cidades de Ourém, Fátima, Pombal, Coimbra, bem como a estância balnear da Figueira da Foz, a mais importante da região Centro.
Outros centros urbanos ao sul do município, como Caldas da rainha, Bombarral, Peniche, Óbidos, Nazaré, Alcobaça, e já no Ribatejo Entroncamento, Tomar, Torres Novas e Rio Maior, são também próximos. 
Os portos da Figueira da Foz e de Peniche distam cerca de 50 km e 80 km, respectivamente. 
Dista cerca de 170 km da cidade do Porto e 136 km da cidade de Lisboa.

## Freguesias

Atuais freguesias do município de Leiria.

O município é subdividido em 18 freguesias:
- Amor
- Arrabal
- Bajouca
- Bidoeira de Cima
- Caranguejeira (vila)
- Coimbrão
- Colmeias e Memória
- Leiria, Pousos, Barreira e Cortes (urbano Leiria)
- Maceira (vila)
- Marrazes e Barosa (urbano Leiria)
- Milagres
- Monte Real e Carvide (vila de Monte Real)
- Monte Redondo e Carreira (vila de Monte redondo)
- Parceiros e Azoia (urbano Leiria)
- Regueira de Pontes
- Santa Catarina da Serra e Chainça (vila de Santa Catarina da Serra)
- Santa Eufémia e Boa Vista
- Souto da Carpalhosa e Ortigosa

## Geografia e localização

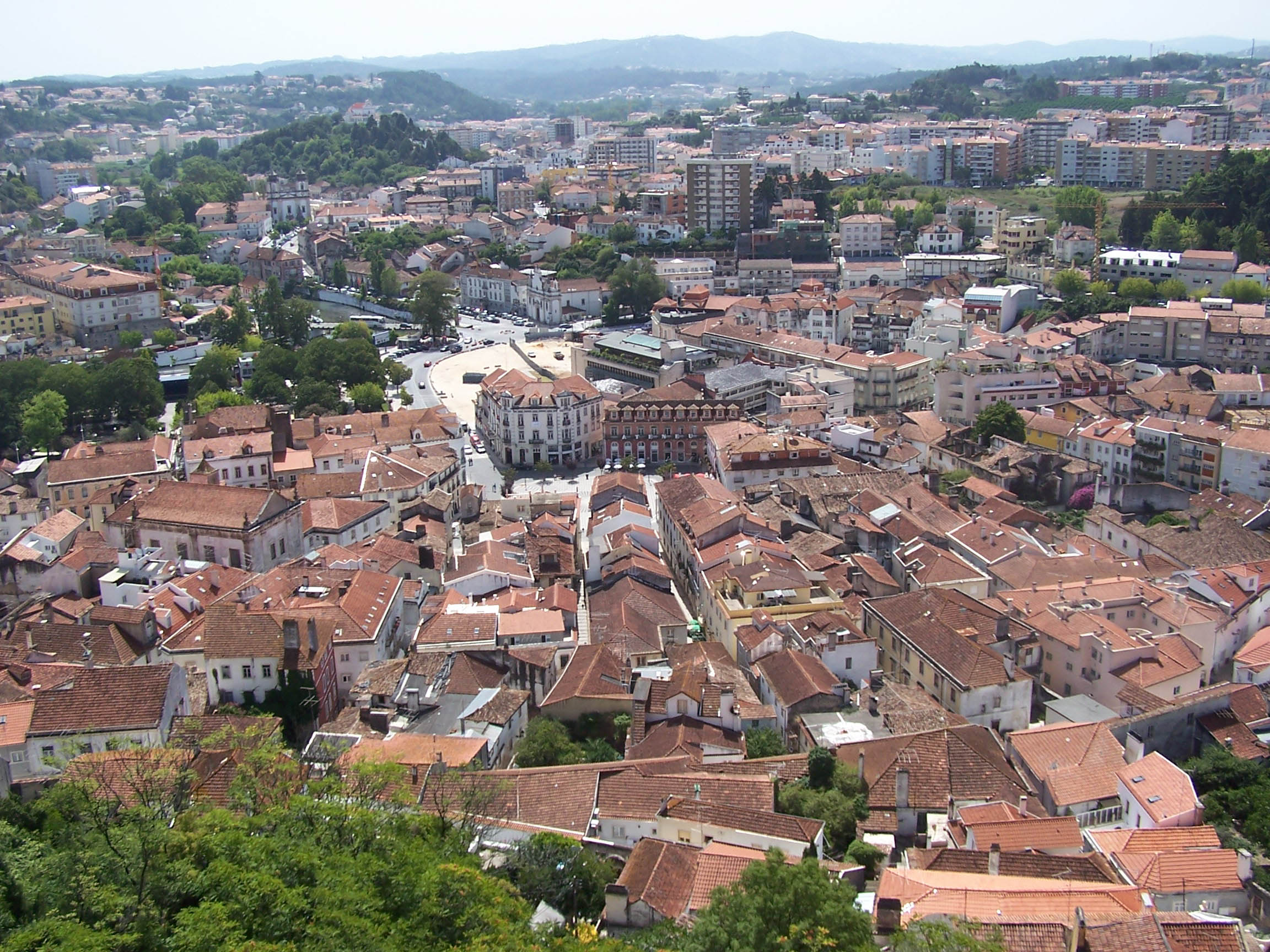
Leiria vista do seu castelo

Leiria, cujas coordenadas geográficas são 39° 46' Norte 08° 53' Oeste, está situada no curso do rio Lis. A cidade histórica estende-se entre a colina do castelo e o rio Lis.
Situando-se igualmente entre as duas principais cidades portuguesas, Lisboa e Porto, dista cerca de 140 km de Lisboa, 179 km do Porto e 55 km de Coimbra. 
A cidade é o centro de uma área de influência de cerca de 350 000 habitantes, que abrange outros aglomerados populacionais, como as cidades de Marinha Grande, Pombal, Ourém, Fátima e Alcobaça.
Leiria está também próxima de praias como a Praia da Vieira, a Praia do Pedrógão, São Pedro de Moel, Paredes da Vitória e Nazaré (Portugal). 
Localizam-se relativamente próximos da cidade vários monumentos nacionais: o Mosteiro de Alcobaça, o Mosteiro da Batalha, o Castelo de Porto de Mós, o Castelo de Ourém e o Convento de Cristo.
A vila histórica de Aljubarrota situa-se a cerca de 25 km de Leiria, e fica também próxima a cidade de Fátima, do município de Ourém, conhecida pelo seu Santuário e por ser o mais importante local de peregrinação crista no pais.

## História

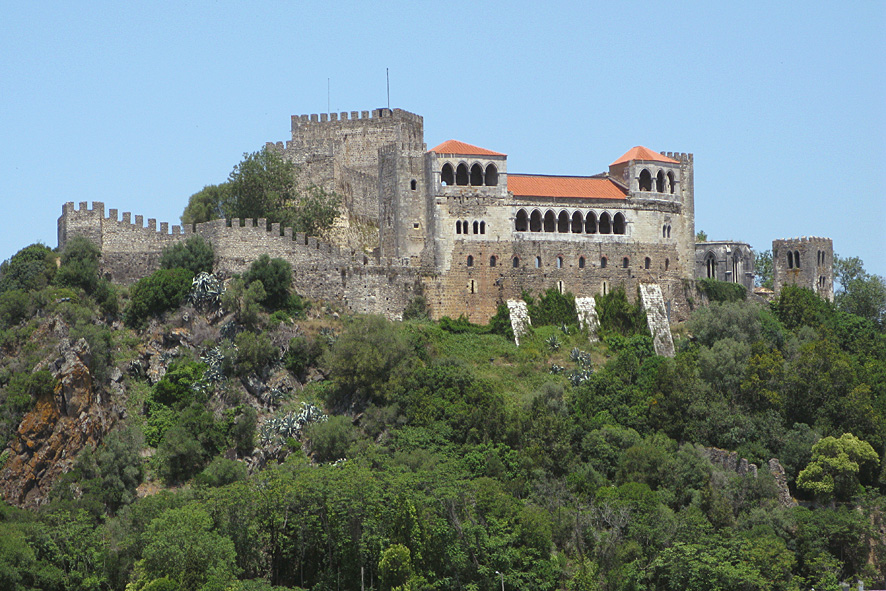
O Castelo de Leiria, com as suas características galerias

A história precoce de Leiria e obscura, mas, ainda assim, a bacia hidrográfica do Lis é das zonas com maior densidade de achados arqueológicos do país, atribuíveis ao Paleolítico Inferior. 
De momento estão inventariados mais de 70 sítios arqueológicos na região, entre os quais vários jazigos de sílex, inúmeros seixos talhados (em areeiros, por arrastamento do rio, situados na Quinta do Cónego, nas Cortes, assim como na Mata dos Marrazes, atrás do Bairro Sá Carneiro), gravuras rupestres (na praia do Pedrógão), uma pintura rupestre (no vale-canhão do Lapedo), entre outros.
De todos os achados destaca-se o menino do Lapedo, encontrado no vale do mesmo nome e que tem suscitado o interesse da comunidade científica internacional. 
Os primeiros habitantes que se sabe ao certo, foram os túrdulos (Turdulorum Oppidani), um povo indígena celtibero (relacionado com os Lusitanos), que estabeleceu uma povoação perto (a cerca de 7 km) de Leiria. Esta foi posteriormente ocupada pelos romanos, período em que floresceu sob o nome de Collippo. As pedras da antiga cidade romana foram usadas na Idade Média para construir parte de Leiria, destacando-se o castelo onde ainda se podem ver pedras com inscrições romanas.
O nome Leiria em si, deriva de leira (do galaico-português medieval laria: a partir do protocelta * ɸlār-yo-, semelhante ao lar em gaélico irlandês antigo 'chão', em bretão leur 'chão', em galês llawr 'andar') que em português significa área de lotes agrícolas.
Leiria foi habitada pelos suevos em 414 d.C. e incorporada por Leovigildo no reino dos visigodos em 585 d.C. 
Mais tarde os mouros ocuparam esta a área, assim permanecendo até à sua tomada por D. Afonso Henriques em 1135, durante a chamada Reconquista. 
Contudo, a região foi alvo de ataques mouros até 1140. Durante esse período, entre Leiria e regiões mais a sul, como Santarém e Lisboa, existiu uma faixa territorial conhecida como "terra de ninguém", até esta ser repovoada por cristãos. 
Em 1142, Afonso Henriques atribuiu a Leiria um primeiro foral (carta de direitos feudais) para estimular a colonização da região. Nessa altura a maioria da população vivia dentro das muralhas protetoras da cidade, mas a partir do século XII parte da população ja vivia na sua parte exterior. A mais antiga igreja de Leiria, a Igreja de São Pedro, construída em estilo românico no século XII, serviria, precisamente, a freguesia exterior às muralhas.
A região de Leiria apresentava então características que favoreciam o estabelecimento do Homem, justificando o seu crescimento populacional e consequente desenvolvimento. Com as várias vias de comunicação existentes, que atribuíam àquele local o marco de fronteira entre o Norte e o Sul da fachada ocidental da península, e com as disponibilidades de agua da bacia hidrográfica do Lis, seria natural o incremento da atividade agrícola e, depois desta, o desenvolvimento do comercio; tornando-se assim a cidade de Leiria, na Idade Média, um local de controlo do tráfego económico da região.
Durante a Idade Média, a importância da vila aumentou, e foi sede de diversas cortes, reuniões políticas entre o rei e a nobreza (para uma lista com as diversas cortes realizadas na cidade, ver Cortes de Leiria). As primeiras cortes realizadas em Leiria foram em 1254, durante o reinado de D. Afonso III de Portugal. No início do século XIV (1324), D. Dinis mandou erguer a torre de menagem do castelo, como pode ser visto numa inscrição na torre.
Esse rei construiu também uma residência real em Leiria (atualmente perdida), e viveu por longos períodos na cidade, que viria a doar como feudo à sua esposa, a rainha Santa Isabel. 
O rei também expandiu a plantação do famoso Pinhal de Leiria, próximo da costa atlântica. Mais tarde, a madeira deste pinhal seria usada para construir as naus que serviram aos Descobrimentos portugueses, nos séculos XV e XVI. 
Durante o século XV houve igualmente vários moinhos de cereais na cidade, que foram fonte de riqueza para a região. 
Em 1411, D. João I autorizou a instalação de um moinho de papel (atualmente sede de um museu), precisamente, para a fabricação de papel. 
Na mesma época, é documentado que se desenvolveu no concelho uma das mais notáveis comunidades de judeus, que vieram a ai empreender uma florescente atividade industrial. Abraão Zacuto, erudito judeu, publicou sua obra Almanach perpetuum em Leiria, no ano de 1496, que, através das suas tabelas astronómicas, solares e lunares, impulsionou a navegação durante o período dos Descobrimentos.

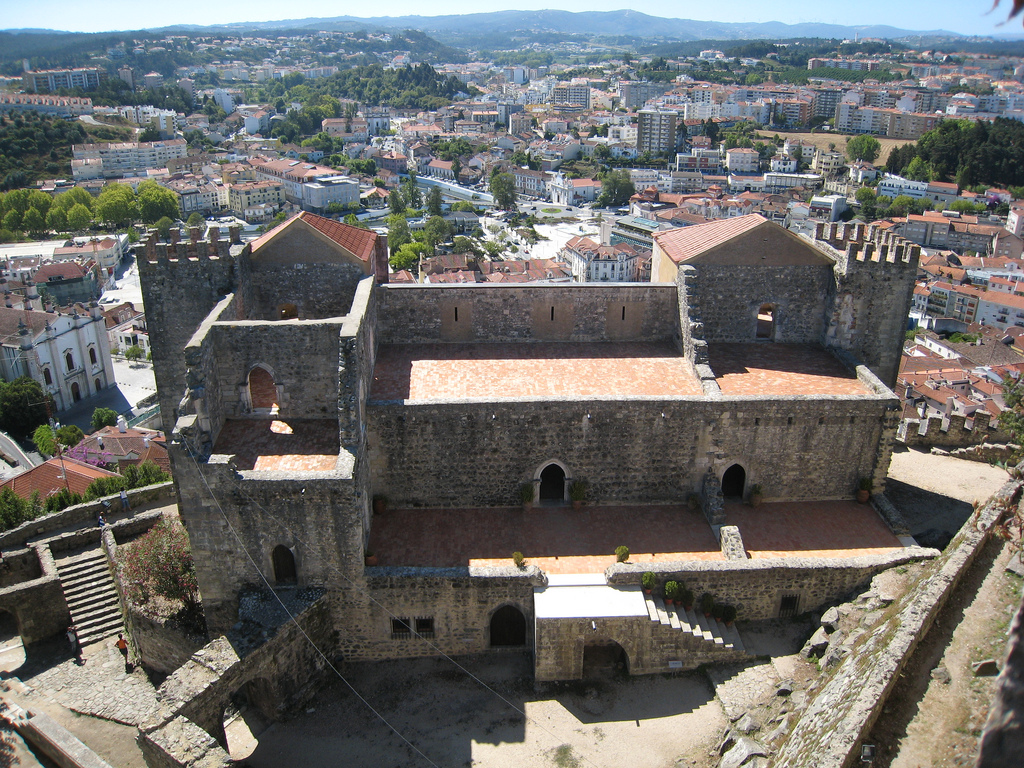
Palácio do rei no Castelo de Leiria

No fim do século XV, o rei D. João I construiu um palácio real dentro das muralhas do castelo. Este palácio, com elegantes galerias góticas que possibilitam vistas maravilhosas da cidade e da meio envolvente, ficou totalmente em ruínas, mas foi parcialmente reconstruido no século XX. D. João I foi também o responsável pela reconstrução da Igreja de Nossa Senhora da Pena, localizada dentro do perímetro do castelo, num estilo gótico tardio.
Por volta do fim do século XV, a cidade continuou a crescer, ocupando a área que se estende desde a colina do castelo até ao rio Lis. O rei D. Manuel I deu à localidade um novo foral em 1510, e em 1545 foi elevada à categoria de cidade, tornando-se sede da diocese de Leiria. A Sé Catedral de Leiria foi construída na segunda metade do século XVI, numa mistura dos estilos renascentista (gótico tardio) e maneirista (renascimento tardio).
Comparando com a Idade Média, a história subsequente de Leiria é de relativa decadência. A cidade foi duramente atingida pelas Invasões Francesas, especialmente em 1808 (o massacre da Portela, pelas tropas Napoleónicas do Gen. Margaron), e o Grande Incêndio de 1811, causado pelos franceses que retiravam das Linhas de Torres. No entanto, no século XX, a sua posição estratégica no território português favoreceu o desenvolvimento de indústrias diversas, levando a um grande desenvolvimento da cidade e da sua região.
De facto, durante vários anos, Leiria foi das poucas capitais distritais que não era a cidade mais populosa do próprio distrito, sendo suplantada pela cidade de Caldas da Rainha. Contudo, nos últimos anos a cidade tem-se desenvolvido de forma extraordinária, e é já um dos 25 principais centros urbanos de maiores dimensões do país.

## Heráldica

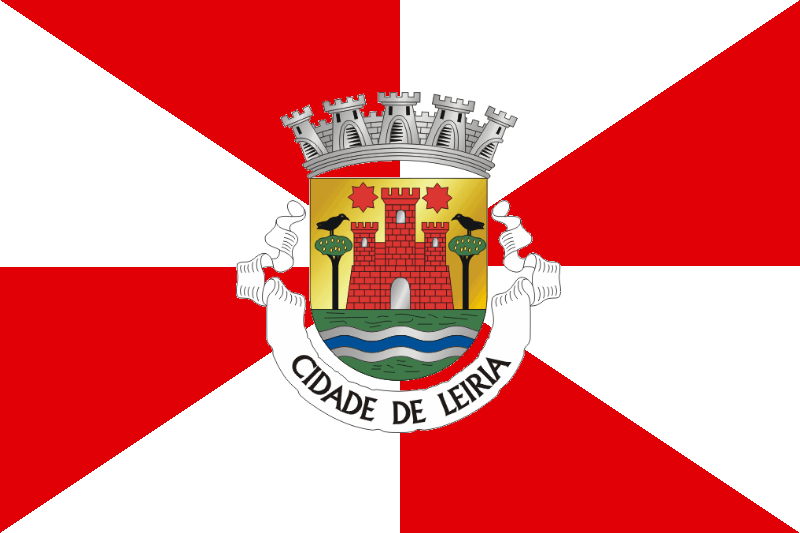
Bandeira do Município de Leiria

Armas – De ouro, um castelo de vermelho, aberto e iluminado de prata, acompanhado de dois pinheiros de verde, frutados de ouro e sustidos de negro, tudo sainte de um terrado de verde realçado de negro. Os pinheiros rematados cada um por um corvo de negro, voltados para o centro. A torre central acompanhada em chefe de duas estrelas de oito raios de vermelho. Em contra-chefe, três faixetas ondadas de prata e azul. Coroa mural de cinco torres de prata. Listel branco com os dizeres “Cidade de Leiria” a negro.
Bandeira – Gironada de branco e vermelho, cordões e borlas de prata e vermelho. Haste e lança de ouro.
Selo branco – Circular, tendo ao centro as peças das armas sem indicação dos esmaltes, tudo envolvido por dois círculos concêntricos onde corre a legenda “Câmara Municipal de Leiria”.

## População
| Número de habitantes | Número de habitantes | Número de habitantes | Número de habitantes | Número de habitantes | Número de habitantes | Número de habitantes | Número de habitantes | Número de habitantes | Número de habitantes | Número de habitantes | Número de habitantes | Número de habitantes | Número de habitantes | Número de habitantes | Número de habitantes |
| -------------------- | -------------------- | -------------------- | -------------------- | -------------------- | -------------------- | -------------------- | -------------------- | -------------------- | -------------------- | -------------------- | -------------------- | -------------------- | -------------------- | -------------------- | -------------------- |
| 1864                 | 1878                 | 1890                 | 1900                 | 1911                 | 1920                 | 1930                 | 1940                 | 1950                 | 1960                 | 1970                 | 1981                 | 1991                 | 2001                 | 2011                 | 2021                 |
| 32 252               | 35 402               | 41 606               | 44 811               | 48 447               | 51 101               | 55 234               | 67 313               | 77 567               | 82 988               | 80 241               | 96 517               | 102 762              | 119 847              | 126 897              | 128 603              |

(Obs.: Número de habitantes "residentes", ou seja, que tinham a residência oficial neste município à data em que os censos se realizaram.)
| Número de habitantes por Grupo Etário | Número de habitantes por Grupo Etário | Número de habitantes por Grupo Etário | Número de habitantes por Grupo Etário | Número de habitantes por Grupo Etário | Número de habitantes por Grupo Etário | Número de habitantes por Grupo Etário | Número de habitantes por Grupo Etário | Número de habitantes por Grupo Etário | Número de habitantes por Grupo Etário | Número de habitantes por Grupo Etário | Número de habitantes por Grupo Etário | Número de habitantes por Grupo Etário | Número de habitantes por Grupo Etário |
| ------------------------------------- | ------------------------------------- | ------------------------------------- | ------------------------------------- | ------------------------------------- | ------------------------------------- | ------------------------------------- | ------------------------------------- | ------------------------------------- | ------------------------------------- | ------------------------------------- | ------------------------------------- | ------------------------------------- | ------------------------------------- |
|                                       | 1900                                  | 1911                                  | 1920                                  | 1930                                  | 1940                                  | 1950                                  | 1960                                  | 1970                                  | 1981                                  | 1991                                  | 2001                                  | 2011                                  | 2021                                  |
| 0-14 Anos                             | 19 512                                | 20 826                                | 16 864                                | 20 389                                | 23 757                                | 26 195                                | 27 719                                | 25 380                                | 26 100                                | 21 897                                | 20 558                                | 19 317                                | 16 977                                |
| 15-24 Anos                            | 9 496                                 | 10 932                                | 9 755                                 | 10 289                                | 12 447                                | 14 246                                | 15 110                                | 13 695                                | 17 909                                | 17 206                                | 17 480                                | 14 558                                | 13 832                                |
| 25-64 Anos                            | 20 939                                | 22 740                                | 20 572                                | 22 451                                | 26 280                                | 31 040                                | 34 455                                | 33 850                                | 44 085                                | 52 082                                | 65 195                                | 70 986                                | 69 159                                |
| = ou > 65 Anos                        | 3 462                                 | 3 361                                 | 2 951                                 | 3 877                                 | 3 831                                 | 4 342                                 | 5 704                                 | 6 025                                 | 8 423                                 | 11 577                                | 16 614                                | 22 036                                | 28 635                                |

(Obs: De 1900 a 1950 os dados referem-se à população "de facto", ou seja, que estava presente no município à data em que os censos se realizaram. Daí que se registem algumas diferenças relativamente à designada população residente)
Nos censos de 1900 e 1911 incluía a freguesia da Marinha Grande. Pela lei nº 644, de 20 de janeiro de 1917, foi restaurado o município de Marinha Grande.

## Cultura

### Espaços

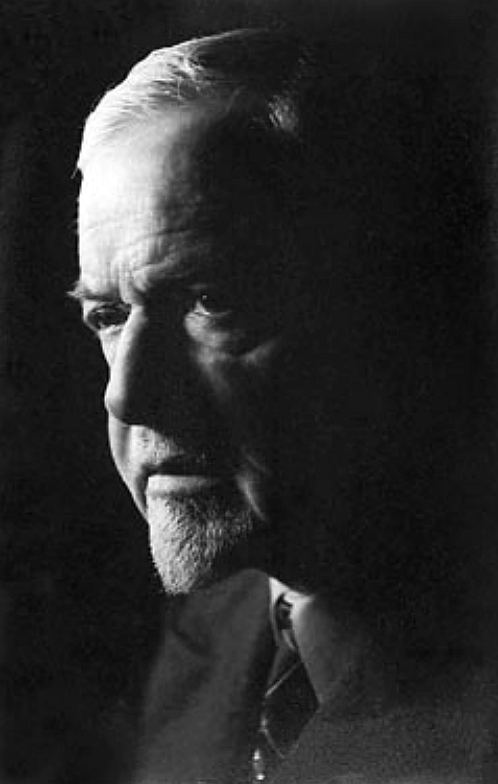
Arquiteto Ernesto Korrodi

Classificado como Monumento Nacional, o Castelo de Leiria — cuja condição atual beneficiou do restauro conduzido por Ernesto Korrodi — constitui o monumental por excelencia da cidade, sendo igualmente lugar de realização eventos culturais. 
Perto do castelo, situa-se também a Igreja de São Pedro, que constitui uma manifestação da arquitetura românica em Portugal, e se encontra igualmente classificada como Monumento Nacional. 
Em termos de oferta museológica, Leiria é a casa do MIMO - Museu da Imagem em Movimento (na denominação original m|i|mo) e do Museu do Moinho do Papel, que visa dar a conhecer aquela que foi a primeira instalação industrial de papel existente no nosso pais, cuja origem remonta a 1411. 

Além disso, existe ainda o Museu Municipal de Leiria, instalado no complexo do Convento de Santo Agostinho (anexo a Igreja com o mesmo nome, construído por volta de 1759), e que recebeu já vários prémios nacionais e internacionais.

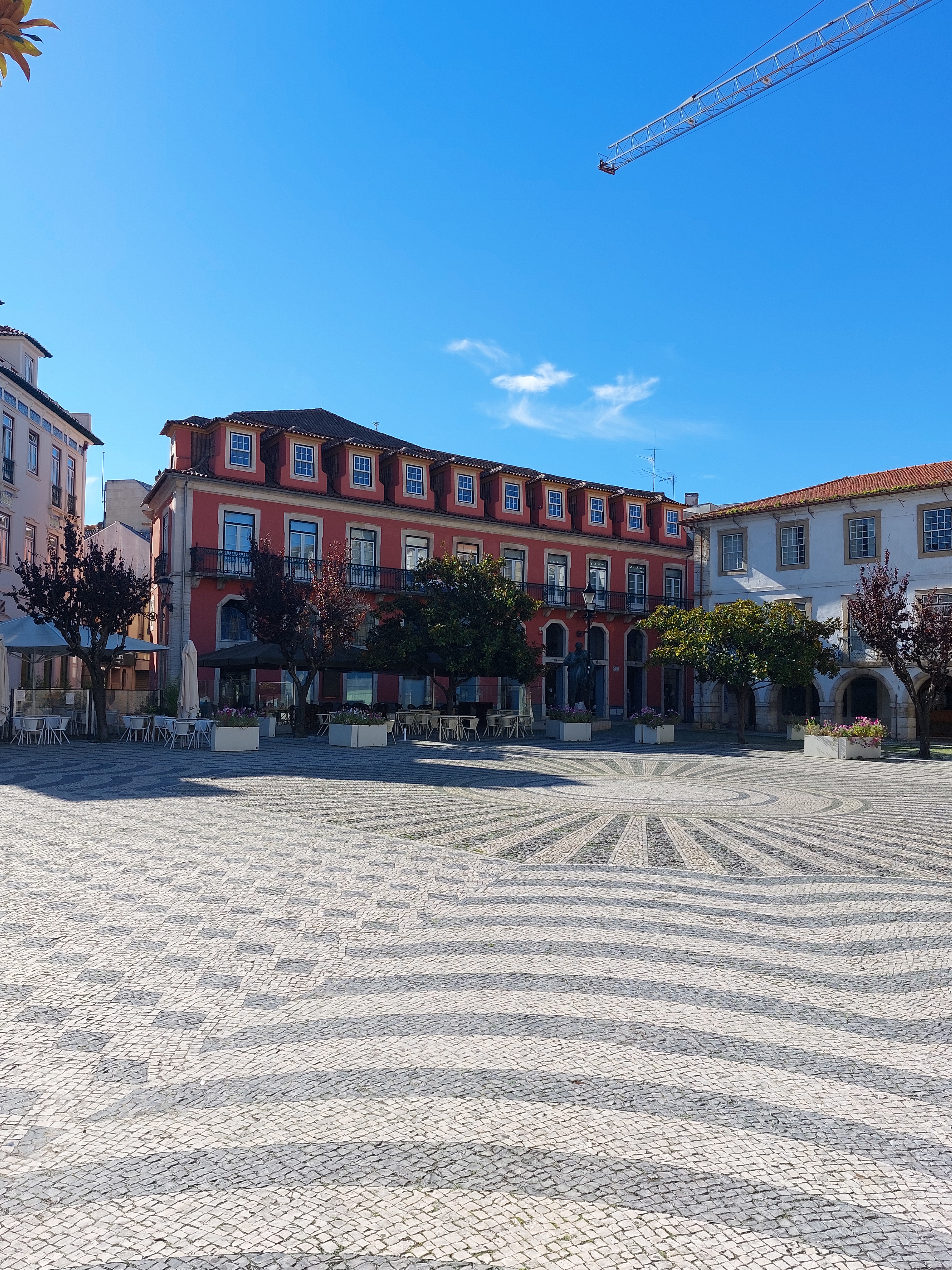
Praça Rodrigues Lobo, em Leiria

O Teatro José Lúcio da Silva e o Teatro Miguel Franco, que contam, respetivamente, com cerca de 750 e 200 lugares sentados, são os espaços de excelência para os espetáculos de artes performativas (música, dança e teatro) bem como para a exibição cinematográfica. 
No coração da cidade — e provavelmente tão importante na sua cultura visual como o castelo —, assinala-se a Praça Rodrigues Lobo, local de socialização por excelência, em redor de uma oferta próspera de cafés, sendo também regularmente utilizada para eventos culturais. 
Nos últimos anos, Leiria viu o seu desenvolvimento orientar-se para as margens do rio Lis que abraça a cidade. Este desenvolvimento criou vários parques novos, espaços públicos, parques infantis e uma série de pontes temáticas. 
Além disso, um longo passeio foi criado, que é popular entre os caminhantes e corredores, denominado de Percurso Polis.
O mais recente espaço verde na cidade é o Jardim da Almuinha Grande, inaugurado a 22 de maio de 2019.

### Atividades culturais
Várias entidades, publicas e privadas, acolhem e/ ou promovem projetos culturais e artísticos, com destaque para a Biblioteca Municipal Afonso Lopes Vieira, o Orfeão de Leiria - Conservatório de Artes — responsável pela organização do Festival "Música em Leiria" —, a Livraria Arquivo, o Ateneu, os grupos de teatro Leirena e O Nariz, a Associação Asteriscos, a FADE IN, a Associação Célula & Membrana, a ECO, os Corvos do Lis e alguns outros, oferecendo um movimentado calendário de eventos. 
O Festival A Porta tem, igualmente, dado a conhecer centenas de artistas e agentes culturais de Leiria.
Existem igualmente vários festivais de Verão realizados na região. O mais conhecido de todos é o Festival Gótico ENTREMURALHAS, organizado pela FADE IN - Associação de Ação Cultural. A cidade abriga um mercado de antiguidades mensal.
No âmbito do projeto Paredes com História, a autarquia, em parceria com vários artistas especializados em arte urbana, permitiu a utilização de paredes de edifícios ou estruturas na cidade para a apresentação de obras de arte e tornar Leiria como uma galeria de arte a céu aberto. Neste âmbito, destacam-se, pela sua mediatização, a escultura "Gato Preto" de Ricardo Romero e a pintura em arte grafiti referente à promoção da fase final da Taça da Liga, entre 2021 e 2024, do artista Guel Do It.

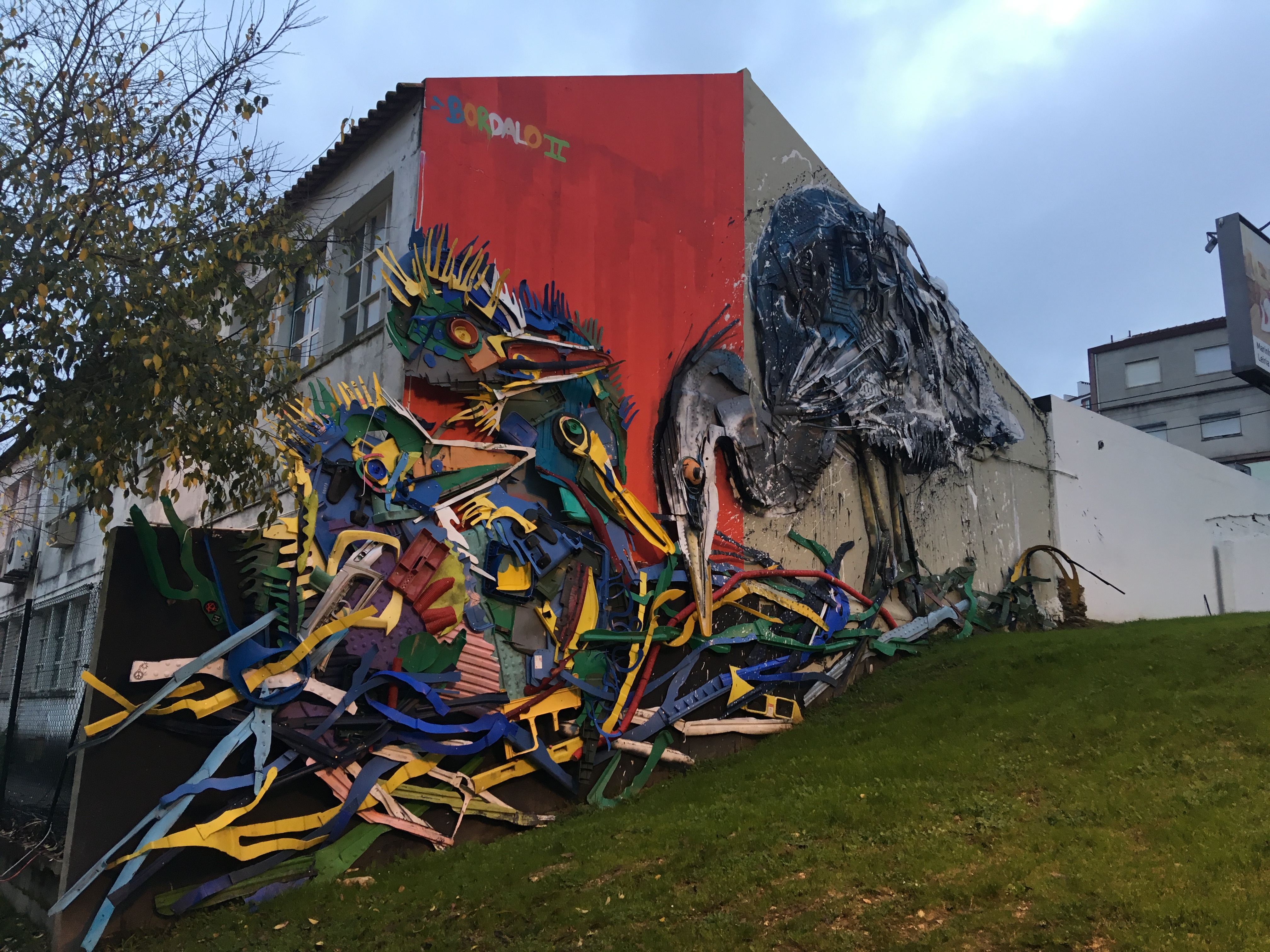
Arte Urbana no Percurso Polis
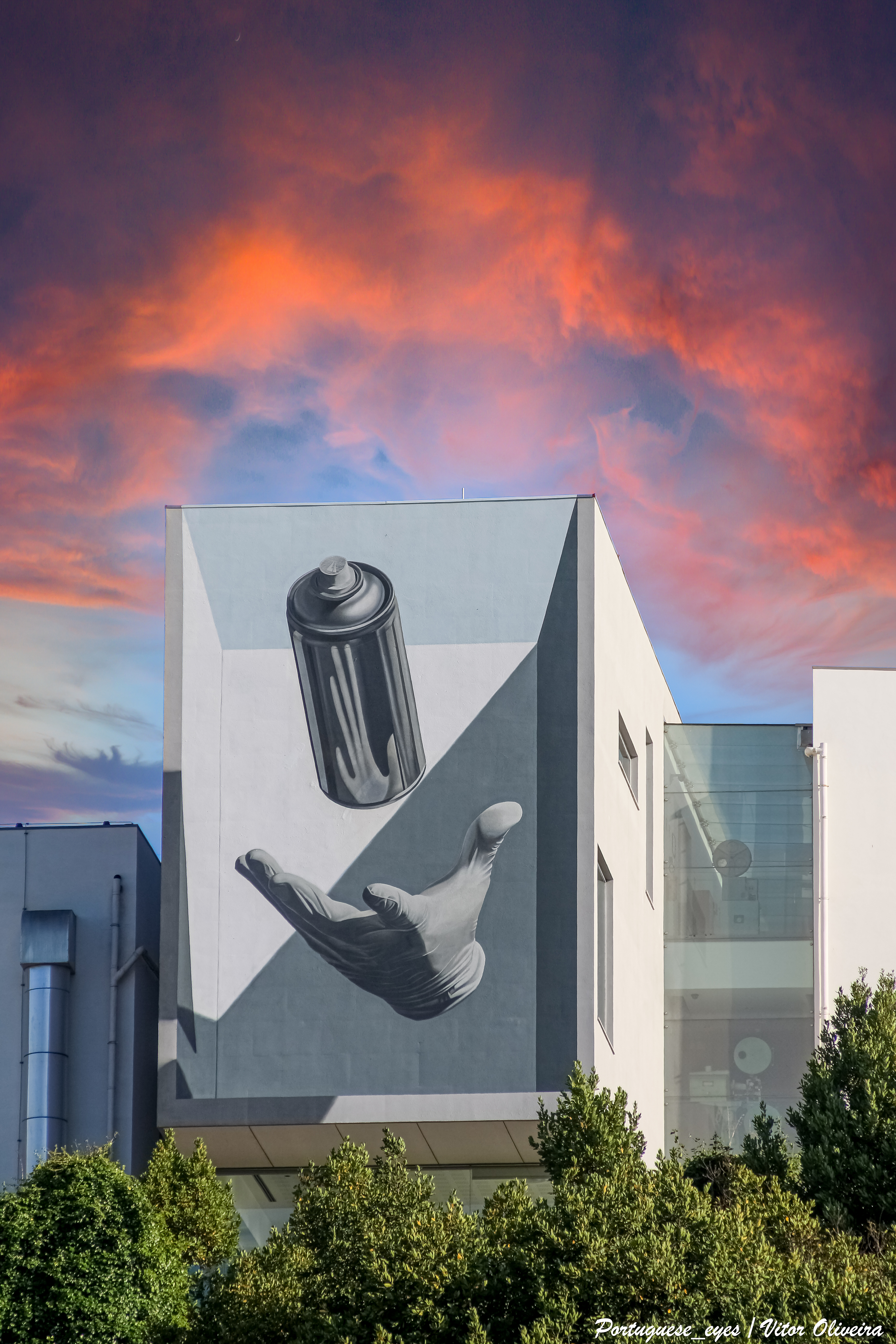
Arte Urbana na parede do Museu da Imagem em Movimento
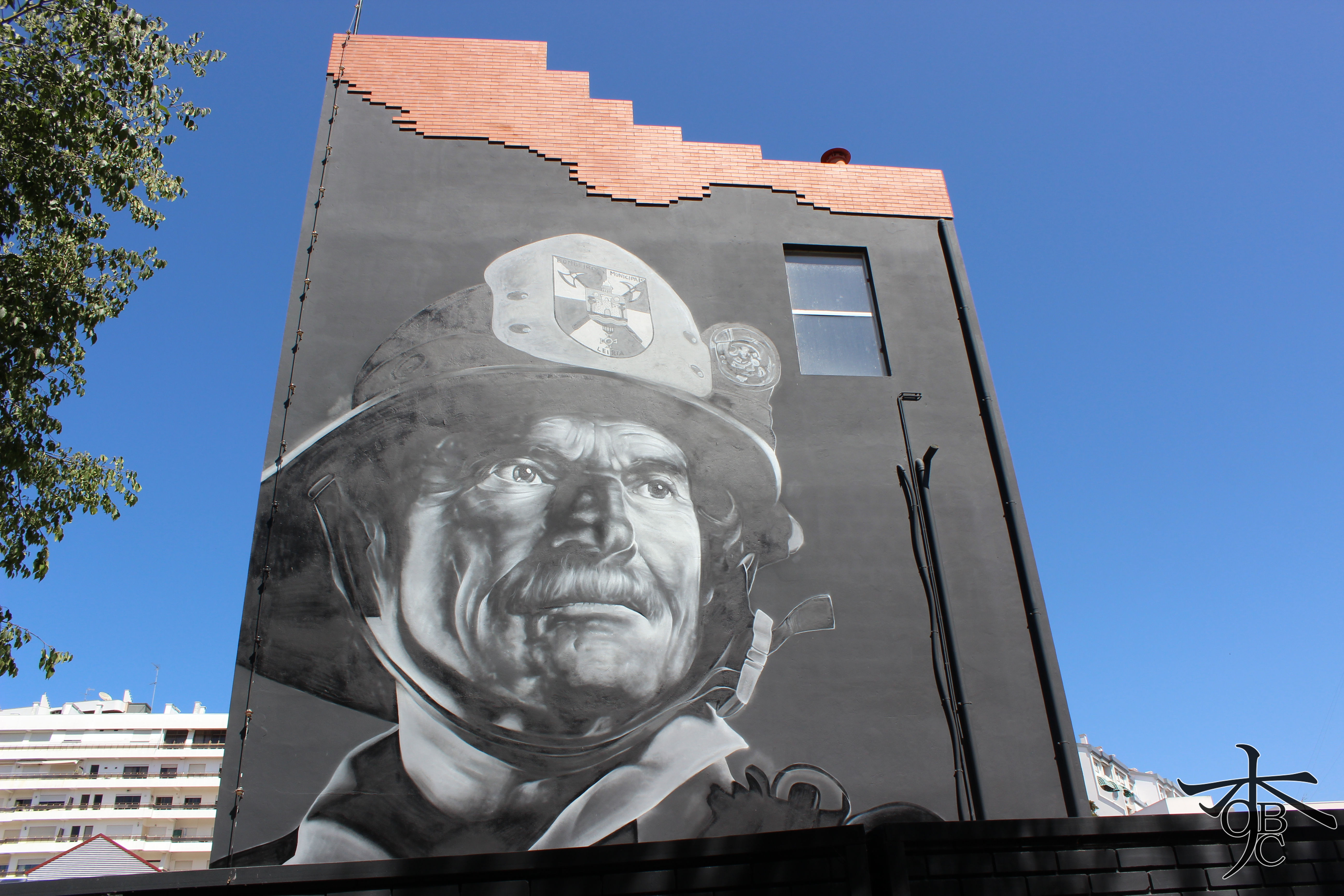
Arte Urbana na parede do edifício dos Bombeiros Municipais de Leiria
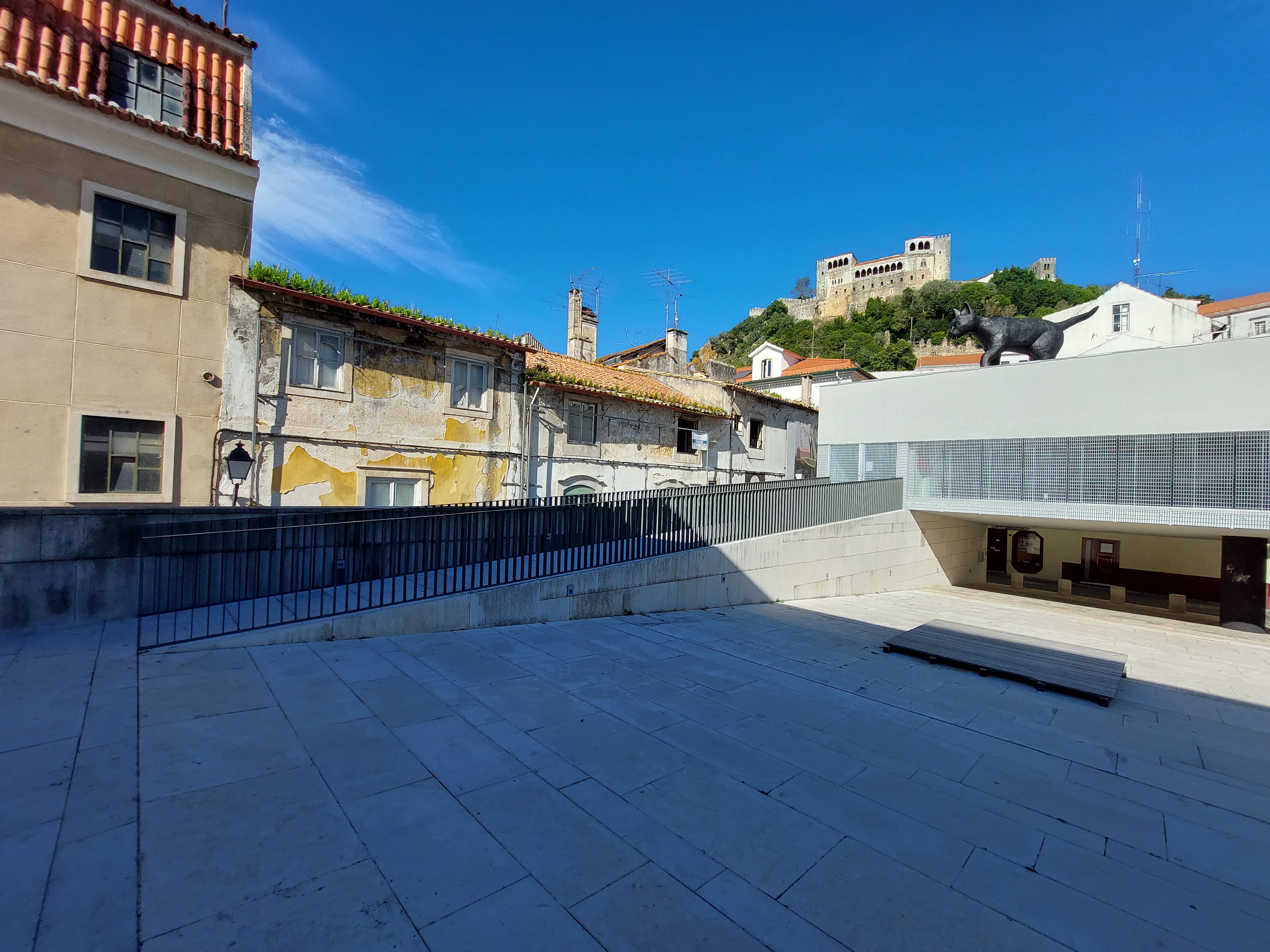
Escultura Gato Preto, no Centro Cívico de Leiria

Em 2020, o Município de Leiria venceu o Prémio Autores na categoria especial de Melhor Programação Cultural Autárquica.

### Legado na literatura
Remonta ao rei D. Dinis, grande amante das artes e letras, a presença de homens de letras na região, retratada varias vezes em obras literárias.  
A cidade é o berço de dois importantes poetas portugueses, Francisco Rodrigues Lobo (do período do Renascimento), cujo nome foi dado à praça central da cidade, e Afonso Lopes Vieira (ligado à chamada Renascença Portuguesa e um dos primeiros representantes do Neogarretismo).
Eça de Queirós viveu em Leiria no período em que desempenhou, precisamente, a função de administrador desse Concelho. Foi em Leiria e na sociedade do seu tempo que se inspirou para escrever a sua primeira novela realista, O Crime do Padre Amaro, de 1875. Existe ainda hoje em Leiria a casa onde Eça viveu, na Travessa da Tipografia. Em frente a essa casa, foi inaugurado, em 2012, o Centro Cívico de Leiria, edifício da autoria do arquiteto Gonçalo Byrne, que também homenageia o escritor. 
Em 2023 foi lançada uma série baseada n'O Crime do Padre Amaro, realizada por Leonel Vieira (disponível na RTP Play), cujas gravações decorreram maioritariamente no centro histórico da cidade de Leiria.
Em Leiria viveu também Miguel Torga, acabado de se formar em Medicina, entre 1939 e 1941.

## Clima
A cidade de Leiria localiza-se próxima da costa ocidental, na região centro de Portugal Continental, apresentando um clima Mediterrânico (Csa) com influência oceânica.
Assim, apresenta invernos frescos e húmidos, contando em média com 40 dias de chuva (330 mm) contra 50 dias secos e 5 horas de sol por dia. As temperaturas médias variam entre 15 °C e 7 °C, podendo as mínimas baixar aos 0 °C em dias mais frios, favorecendo o aparecimento de gelo ou geada. A temperatura mais baixa registada em Leiria (desde o início dos registos em 2008) foi de -5 °C na manhã do dia 19 de Janeiro de 2017.
As primaveras são bastante agradáveis, sendo o mês de abril bastante chuvoso. Esta estação conta em média com 43 dias de chuva (273 mm) contra 47 dias secos e 7 horas de sol por dia. As temperaturas médias variam entre 20 °C e 11 °C.
Os verões trazem consigo temperaturas altas e sol, contando em média com 18 dias de chuva (77 mm) contra 82 dias secos e 9 horas de sol por dia. As temperaturas médias variam entre 27 °C e 15 °C, podendo as máximas alcançar os 35 °C nos dias mais quentes. A temperatura mais alta registada em Leiria (desde o início dos registos em 2008) foi de 42 °C, na tarde do dia 7 de Agosto de 2016.
Já os outonos, embora sejam amenos, assolam por vezes a cidade com chuva e vento e contam em média com 39 dias de chuva (339 mm) contra 51 dias secos e 6 horas de sol por dia. As temperaturas médias variam entre 21 °C e 12 °C.
A queda de neve na cidade de Leiria ocorre com intervalos de décadas, sendo mais frequente nos arredores da cidade. A última vez que nevou na zona urbana de Leiria foi a 29 de Janeiro de 2006, numa manhã fria e húmida de domingo entre as 10h e as 12h, em que a temperatura caiu para os 2 °C. Houve acumulação apenas nas zonas rurais. Nos anos 1980 há relatos de um manto de neve sobre a cidade, em 1983 e/ou 87. No dia 27 de Fevereiro de 2016 nevou em vários pontos do município.

## Política

### Câmara municipal
A Câmara Municipal de Leiria é composta por 11 vereadores, representando diferentes forças políticas. Assume o cargo de Presidente da Câmara Municipal o primeiro candidato da lista mais votada em eleição autárquica ou, no caso de vacatura do cargo, o que se lhe seguir na respetiva lista.

#### Mandato de 2021–2025
A atual vereação leiriense tomou posse em 8 de outubro de 2021, com base nos resultados das eleições autárquicas de 26 de setembro desse ano. Segue-se a lista de cidadãos eleitos Vereadores da Câmara Municipal de Leiria, o período no executivo nesta autarquia (desde a primeira eleição de cada membro) e os respetivos pelouros:
| Composição Partidária da Câmara Municipal              | Composição Partidária da Câmara Municipal               | Composição Partidária da Câmara Municipal | Composição Partidária da Câmara Municipal | Composição Partidária da Câmara Municipal | Composição Partidária da Câmara Municipal                                     |
| Presidente da Câmara Municipal                         | Presidente da Câmara Municipal                          | Presidente da Câmara Municipal | Presidente da Câmara Municipal            | Presidente da Câmara Municipal            | Presidente da Câmara Municipal                                                |
| Nome                                                   | Retrato                                                 | Pelouro(s) | Partido                                   | Partido                                   | Período no executivo                                                          |
| ------------------------------------------------------ | ------------------------------------------------------- | --- | ----------------------------------------- | ----------------------------------------- | ----------------------------------------------------------------------------- |
| Gonçalo Nuno Bértolo Gordalina Lopes                   |                                                         | Apoio aos Órgãos Autárquicos, Aprovisionamento/Armazéns, Centro Histórico/Áreas de Reabilitação Urbana (ARU's), Contratação Pública, Controlo Interno, Cooperação Externa, Fiscalização, Freguesias (Apoios, Contratos Interadministrativos, Requalificação de Arruamentos), Gestão Financeira, Jurídico e Contencioso, Património Municipal, Planeamento de Projetos Especiais e Grandes Obras, Planeamento e Ordenamento do Território, Relações Públicas, Smart Cities, SMAS e Transparência Municipal |                                           | PS                                        | 26 de agosto de 2019 – presente (presidente)                                  |
| Gonçalo Nuno Bértolo Gordalina Lopes                   | 27 de outubro de 2009 – 25 de agosto de 2019 (vereação) | Apoio aos Órgãos Autárquicos, Aprovisionamento/Armazéns, Centro Histórico/Áreas de Reabilitação Urbana (ARU's), Contratação Pública, Controlo Interno, Cooperação Externa, Fiscalização, Freguesias (Apoios, Contratos Interadministrativos, Requalificação de Arruamentos), Gestão Financeira, Jurídico e Contencioso, Património Municipal, Planeamento de Projetos Especiais e Grandes Obras, Planeamento e Ordenamento do Território, Relações Públicas, Smart Cities, SMAS e Transparência Municipal |                                           | PS                                        |                                                                               |
| Vereadores                                             |                                                         | |                                           |                                           |                                                                               |
| Nome                                                   | Retrato                                                 | Pelouro(s) | Partido                                   | Partido                                   | Período no executivo                                                          |
| Anabela Fernandes da Graça                             |                                                         | Vice-Presidente da Câmara Municipal Aprendizagem ao Longo da Vida, Biblioteca Municipal Afonso Lopes Vieira, Cultura, Educação, Ensino Superior e Ciência, Equipamentos Culturais, Formação Profissional, Prevenção Rodoviária e Teatro José Lúcio da Silva |                                           | PS                                        | 12 de outubro de 2013 – presente                                              |
| Ricardo Miguel Faustino dos Santos                     |                                                         | Cadastro, Obras Municipais/Freguesias, Operações Urbanísticas (Obras Particulares e Loteamentos), SMAS e Toponímia | PS                                        | 12 de outubro de 2013 – presente          |                                                                               |
| Ana Margarida Félix Valentim                           |                                                         | Acessibilidades para Pessoas com Mobilidade Reduzida, Centro Associativo Municipal, Desenvolvimento Social, Envelhecimento Ativo, Habitação, Juventude, Migrantes, Proteção e Saúde Animal, Saúde, Tempos Livres e Voluntariado | PS                                        | 12 de outubro de 2013 – presente          |                                                                               |
| Carlos Jorge Pedro Simões Palheira                     |                                                         | Desporto, Equipamentos, Viaturas e Oficinas, Espaços Verdes, Gestão de Frota e Apoio Logístico, Gestão e Requalificação do Espaço Público, Iluminação Pública, Parques Infantis, Praia do Pedrógão e Trânsito e Sinalização Rodoviária | PS                                        | 16 de outubro de 2017 – presente          |                                                                               |
| Ricardo de Jesus Gomes                                 |                                                         | Alojamento Local, Cemitérios, Licenciamentos Diversos, Obras Municipais/Cidade, Ocupação do Espaço Público, Publicidade e SMAS | PS                                        | 8 de outubro de 2021 – presente           |                                                                               |
| Ana Catarina de Moura Louro                            |                                                         | Arquivo Municipal, Atendimento e Apoio ao Cidadão, Economia, Gestão Administrativa e Qualidade, Gestão de Fundos Estruturais, Gestão de Recursos Humanos, Grandes Eventos, Informática, Mercados e Feiras Municipais, Metrologia, Modernização Adminsitrativa, Parque de Campismo, Participação Cidadã, Sistemas de Informação e Modernização Administrativa e Turismo | PS                                        | 26 de agosto de 2019 – presente           |                                                                               |
| Luís Manuel da Silva Almeida e Lopes                   |                                                         | Ambiente, Bombeiros Sapadores, Gabinete Técnico Florestal, Limpeza Pública e Resíduos Sólidos Urbanos, Mobilidade, Mobilidade Elétrica, Mobilidade Suave, Planeamento, Gestão e Regulação de Estacionamentos, Proteção Civil, Ruído, SMAS e Transportes Públicos | PS                                        | 8 de outubro de 2021 – presente           |                                                                               |
| Álvaro José Madureira                                  |                                                         | Vereador sem pelouro atribuído |                                           | PSD (até 2023)                            | 12 de outubro de 2013 – presente                                              |
| Álvaro José Madureira                                  | Ind. (desde 2023)                                       | Vereador sem pelouro atribuído |                                           |                                           | 12 de outubro de 2013 – presente                                              |
| Daniel Rodrigues Marques                               |                                                         | Vereador sem pelouro atribuído |                                           | PSD (até 2023)                            | 12 de outubro de 2013 – 15 de outubro de 2017 8 de outubro de 2021 – presente |
| Daniel Rodrigues Marques                               | Ind. (desde 2023)                                       | Vereador sem pelouro atribuído |                                           |                                           | 12 de outubro de 2013 – 15 de outubro de 2017 8 de outubro de 2021 – presente |
| Branca da Conceição Oliveira e Silva Meireles de Matos |                                                         | Vereadora sem pelouro atribuído |                                           | PSD (até 2025)                            | 8 de outubro de 2021 – presente                                               |
| Branca da Conceição Oliveira e Silva Meireles de Matos | Ind. (desde 2025)                                       | Vereadora sem pelouro atribuído |                                           |                                           | 8 de outubro de 2021 – presente                                               |

### Presidentes da Câmara Municipal
Desde o 25 de abril de 1974, Leiria já teve 5 presidentes da câmara municipal eleitos democraticamente:
| # | Presidente da Câmara Municipal                  | Início do mandato     | Fim do mandato        | Eleição | Partido | Partido | Ref.   |
| - | ----------------------------------------------- | --------------------- | --------------------- | ------- | ------- | ------- | ------ |
| 1 | Carlos dos Santos Pimenta (1916–2001)           | 1976                  | 1982                  | 1976    |         | PPD/PSD | [ 43 ] |
| 1 | Carlos dos Santos Pimenta (1916–2001)           | 1976                  | 1982                  | 1979    |         | PPD/PSD | [ 43 ] |
| 2 | Afonso Lemos Proença (1928–2015)                | 1982                  | 1998                  | 1982    |         | CDS     | [ 44 ] |
| 2 | Afonso Lemos Proença (1928–2015)                | 1982                  | 1998                  | 1985    |         | CDS     | [ 44 ] |
| 2 | Afonso Lemos Proença (1928–2015)                | 1982                  | 1998                  | 1989    |         | PPD/PSD | [ 44 ] |
| 2 | Afonso Lemos Proença (1928–2015)                | 1982                  | 1998                  | 1993    |         | PPD/PSD | [ 44 ] |
| 3 | Isabel Damasceno Vieira de Campos Costa (1956–) | 1998                  | 27 de outubro de 2009 | 1997    |         | PPD/PSD | [ 45 ] |
| 3 | Isabel Damasceno Vieira de Campos Costa (1956–) | 1998                  | 27 de outubro de 2009 | 2001    |         | PPD/PSD | [ 45 ] |
| 3 | Isabel Damasceno Vieira de Campos Costa (1956–) | 1998                  | 27 de outubro de 2009 | 2005    |         | PPD/PSD | [ 45 ] |
| 4 | Raul Miguel de Castro (1948–)                   | 27 de outubro de 2009 | 26 de agosto de 2019  | 2009    |         | PS      | [ 46 ] |
| 4 | Raul Miguel de Castro (1948–)                   | 27 de outubro de 2009 | 26 de agosto de 2019  | 2013    |         | PS      | [ 46 ] |
| 4 | Raul Miguel de Castro (1948–)                   | 27 de outubro de 2009 | 26 de agosto de 2019  | 2017    |         | PS      | [ 46 ] |
| 5 | Gonçalo Nuno Bértolo Gordalina Lopes (1975–)    | 26 de agosto de 2019  | presente              |         | PS      | [ 47 ]  |        |
| 5 | Gonçalo Nuno Bértolo Gordalina Lopes (1975–)    | 26 de agosto de 2019  | presente              | 2021    | PS      | [ 47 ]  |        |

### Eleições autárquicas[48]
| Data | %       | V       | %      | V      | %     | V     | %            | V            | %              | V         | %              | V         | %              | V    | %              | V   | %              | V   | %              | V   | %    | V  | %    | V   | %              | V | %   | V   | %  | V  | %  | V  | % | V | Participação |                |
| Data | PPD/PSD | PPD/PSD | CDS-PP | CDS-PP | PS    | PS    | FEPU/APU/CDU | FEPU/APU/CDU | PCP (m-l)      | PCP (m-l) | PCTP/MRPP      | PCTP/MRPP | LCI            | LCI  | PRD            | PRD | PPM            | PPM | GCE            | GCE | BE   | BE | PAN  | PAN | E              | E | MPT | MPT | CH | CH | IL | IL | L | L | Participação |                |
| ---- | ------- | ------- | ------ | ------ | ----- | ----- | ------------ | ------------ | -------------- | --------- | -------------- | --------- | -------------- | ---- | -------------- | --- | -------------- | --- | -------------- | --- | ---- | -- | ---- | --- | -------------- | - | --- | --- | -- | -- | -- | -- | - | - | ------------ | -------------- |
| Data | 1976    | 37,42   | 4      | 25,43  | 3     | 24,43 | 2            | 5,25         | -              | 1,22      | -              | 0,78      | -              | 0,59 | -              |     |                |     |                |     |      |    |      |     |                |   |     |     |    |    |    |    |   |   |              | 65,15 / 100,00 |
| 1979 | 39,86   | 4       | 30,65  | 3      | 17,70 | 2     | 7,28         | -            |                |           | 0,56           | -         |                |      | 71,13 / 100,00 |     |                |     |                |     |      |    |      |     |                |   |     |     |    |    |    |    |   |   |              |                |
| 1982 | 30,98   | 3       | 37,23  | 4      | 20,61 | 2     | 7,50         | -            |                |           | 66,74 / 100,00 |           |                |      |                |     |                |     |                |     |      |    |      |     |                |   |     |     |    |    |    |    |   |   |              |                |
| 1985 | 30,90   | 3       | 45,00  | 5      | 10,58 | 1     | 5,65         | -            | 4,57           | -         | 60,88 / 100,00 |           |                |      |                |     |                |     |                |     |      |    |      |     |                |   |     |     |    |    |    |    |   |   |              |                |
| 1989 | 45,24   | 5       | 17,42  | 1      | 29,18 | 3     | 3,90         | -            |                |           | 59,40 / 100,00 |           |                |      |                |     |                |     |                |     |      |    |      |     |                |   |     |     |    |    |    |    |   |   |              |                |
| 1993 | 39,11   | 4       | 17,90  | 2      | 33,33 | 3     | 3,86         | -            | 61,58 / 100,00 |           |                |           |                |      |                |     |                |     |                |     |      |    |      |     |                |   |     |     |    |    |    |    |   |   |              |                |
| 1997 | 43,35   | 5       | 8,58   | -      | 38,35 | 4     | 2,77         | -            | 2,34           | -         | 63,22 / 100,00 |           |                |      |                |     |                |     |                |     |      |    |      |     |                |   |     |     |    |    |    |    |   |   |              |                |
| 2001 | 52,00   | 5       | 9,72   | 1      | 20,91 | 2     | 2,03         | -            | BE             | BE        |                |           | 9,88           | 1    | 0,93           | -   | 61,38 / 100,00 |     |                |     |      |    |      |     |                |   |     |     |    |    |    |    |   |   |              |                |
| 2005 | 42,59   | 4       | 9,33   | 1      | 35,47 | 4     | 2,50         | -            | BE             | BE        |                |           | 3,35           | -    | 62,04 / 100,00 |     |                |     |                |     |      |    |      |     |                |   |     |     |    |    |    |    |   |   |              |                |
| 2009 | 37,61   | 5       | 7,68   | 1      | 44,86 | 5     | 2,44         | -            | BE             | BE        | 3,35           | -         | 59,44 / 100,00 |      |                |     |                |     |                |     |      |    |      |     |                |   |     |     |    |    |    |    |   |   |              |                |
| 2013 | 27,85   | 4       | 4,67   | -      | 46,31 | 7     | 4,42         | -            | BE             | BE        | 3,30           | -         | 49,84 / 100,00 |      |                |     |                |     |                |     |      |    |      |     |                |   |     |     |    |    |    |    |   |   |              |                |
| 2017 | 26,96   | 3       | 5,03   | -      | 54,46 | 8     | 2,40         | -            | BE             | BE        | 2,72           | -         | 2,19           | -    | 0,33           | -   | PSD            | PSD | 54,60 / 100,00 |     |      |    |      |     |                |   |     |     |    |    |    |    |   |   |              |                |
| 2021 | 22,38   | 3       | 4,23   | -      | 52,47 | 8     | 2,53         | -            | BE             | BE        | 2,41           | -         | 1,83           | -    |                |     | CDS            | CDS | 5,67           | -   | 2,39 | -  | 0,66 | -   | 53,20 / 100,00 |   |     |     |    |    |    |    |   |   |              |                |

### Eleições legislativas
| Data | %     | %     | %     | %    | %     | %     | %        | %     | %    | %     | %    | %   | %       | % | %  | %  |
| Data | CDS   | PSD   | PS    | PCP  | UDP   | AD    | APU/ CDU | FRS   | PRD  | PSN   | B.E. | PAN | PSD CDS | L | CH | IL |
| ---- | ----- | ----- | ----- | ---- | ----- | ----- | -------- | ----- | ---- | ----- | ---- | --- | ------- | - | -- | -- |
| 1976 | 30,92 | 29,40 | 25,75 | 4,00 | 0,80  |       |          |       |      |       |      |     |         |   |    |    |
| 1979 | AD    | AD    | 18,51 | APU  | 1,40  | 64,95 | 7,16     |       |      |       |      |     |         |   |    |    |
| 1980 | AD    | AD    | FRS   | APU  | 0,82  | 68,75 | 6,14     | 18,44 |      |       |      |     |         |   |    |    |
| 1983 | 24,21 | 35,36 | 29,07 | APU  | 0,44  |       | 5,75     |       |      |       |      |     |         |   |    |    |
| 1985 | 18,24 | 40,10 | 17,46 | APU  | 0,80  | 4,59  | 13,14    |       |      |       |      |     |         |   |    |    |
| 1987 | 8,40  | 65,90 | 15,29 | CDU  | 0,37  | 3,28  | 2,51     |       |      |       |      |     |         |   |    |    |
| 1991 | 6,25  | 65,33 | 20,05 | CDU  |       | 2,30  | 0,60     | 1,45  |      |       |      |     |         |   |    |    |
| 1995 | 14,20 | 47,02 | 32,57 | CDU  | 0,39  | 2,50  |          |       |      |       |      |     |         |   |    |    |
| 1999 | 12,51 | 46,11 | 32,92 | CDU  |       | 2,80  | 0,28     | 1,95  |      |       |      |     |         |   |    |    |
| 2002 | 12,22 | 54,26 | 25,26 | CDU  | 2,07  |       | 2,47     |       |      |       |      |     |         |   |    |    |
| 2005 | 11,78 | 43,07 | 30,72 | CDU  | 2,52  | 5,68  |          |       |      |       |      |     |         |   |    |    |
| 2009 | 15,17 | 35,82 | 28,73 | CDU  | 2,83  | 9,46  |          |       |      |       |      |     |         |   |    |    |
| 2011 | 14,46 | 49,06 | 18,55 | CDU  | 3,00  | 5,50  | 1,22     |       |      |       |      |     |         |   |    |    |
| 2015 | PSD   | CDS   | 21,96 | CDU  | 3,11  | 9,57  | 1,24     | 53,11 | 0,83 |       |      |     |         |   |    |    |
| 2019 | 6,38  | 35,53 | 28,71 | CDU  | 2,78  | 9,21  | 3,14     |       | 1,02 | 1,40  | 1,11 |     |         |   |    |    |
| 2022 | 2,28  | 37,79 | 32,66 | CDU  | 1,95  | 4,55  | 1,44     | 1,22  | 7,37 | 6,35  |      |     |         |   |    |    |
| 2024 | AD    | AD    | 19,52 | CDU  | 38,69 | 1,46  | 4,30     | 1,81  | 2,92 | 18,38 | 6,84 |     |         |   |    |    |
| 2025 | AD    | AD    | 17,02 | CDU  | 40,23 | 1,19  | 1,88     | 1,13  | 3,84 | 20,92 | 7,43 |     |         |   |    |    |

## Economia
A região vive do comércio, da agropecuária e da indústria, destacando-se o fabrico de objectos de cerâmica, plásticos, moldes e cimentos. A construção civil tem também um peso importante, assim como o turismo. O principal sector económico é o sector terciário, dos serviços. Também tem grande influências as fábricas de vidro, na Marinha Grande.
Entre 1930 e 1980 as empresas de plásticos de Leiria e Marinha Grande ocuparam posição cimeira na produção de brinquedos em Portugal, como a Bota Botilde, o Cubo Mágico e o Subbuteo.
Em 2022, Leiria passou a integrar a lista das mil melhores cidades do mundo para o desenvolvimento de uma startup. Em Portugal, ela foi classificada como a sétima melhor do país.

## Infraestruturas

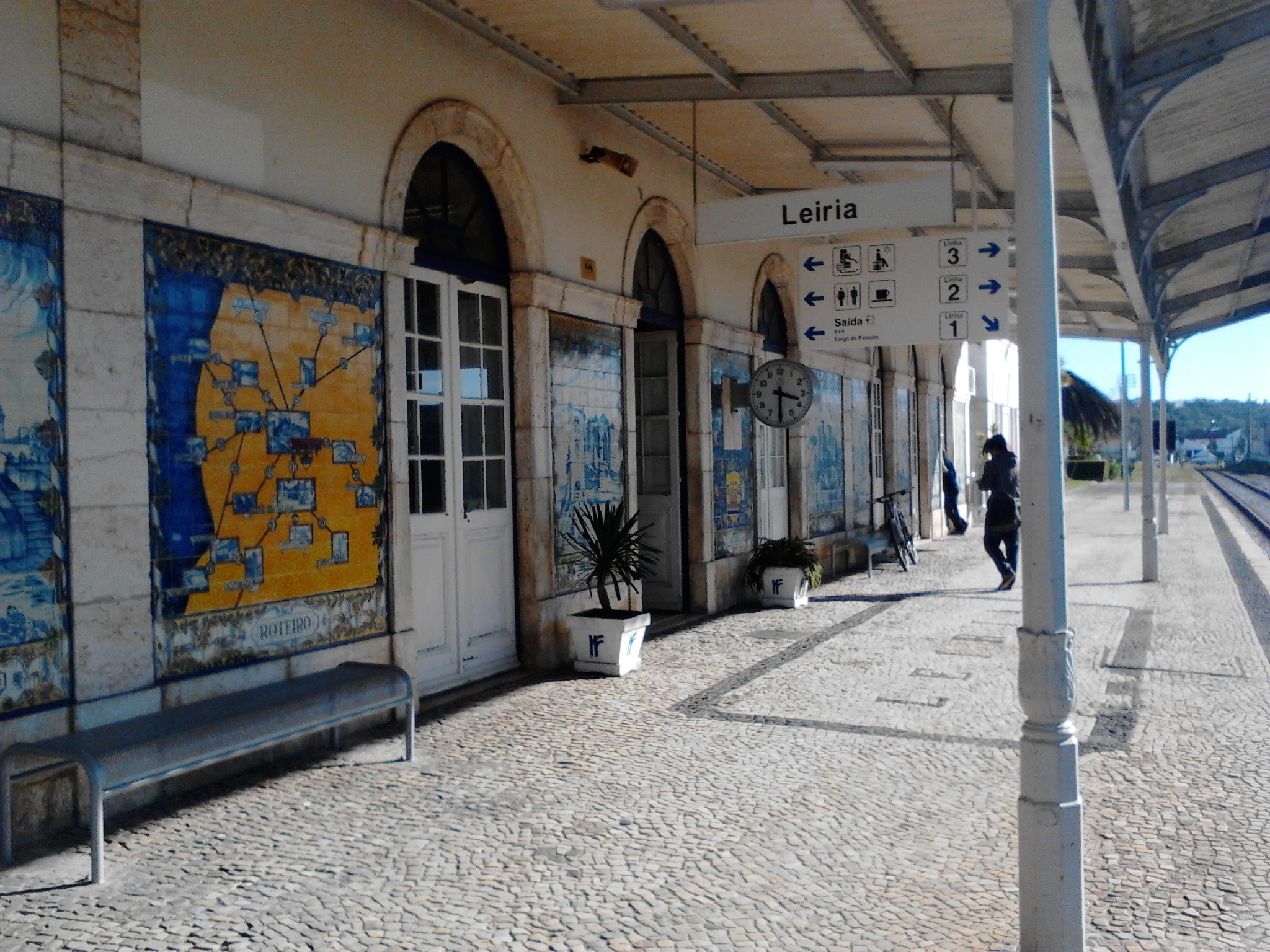
Estação Ferroviária de Leiria

### Transportes
Leiria tem um terminal rodoviário de autocarros na qual recebe carreiras regulares interurbanas da Rodoviária do Tejo, Transdev e expressos da Rede Nacional de Expressos para vários centros urbanos, incluindo autocarros de hora a hora para Lisboa e mais de 10 para o Porto. Tem também os seus transportes urbanos, a Mobilis, assegurada pela Câmara Municipal, com conexões regulares a toda a cidade. Ainda conta com uma empresa de táxis.

#### Ferroviários
Na Estação Ferroviária de Leiria, situada a cerca de 3 km a noroeste do centro da cidade (cerca de 5 minutos de carro e aproximadamente 45 minutos a pé), é possível aceder aos caminho-de-ferro da Linha do Oeste (Lisboa - Figueira da Foz - Coimbra).
Também é possível aceder à principal linha ferroviária do país, a linha do norte, na Estação Ferroviária de Albergaria dos Doze no município vizinho de Pombal a cerca de 24 km a nordeste da cidade ou até mesmo na estação de Pombal para comboios de longo curso, 29 km a norte.

#### Auto-estrada & Vias principais
Quatro autoestradas servem a cidade de Leiria:
- A1 (Autoestrada do Norte: Lisboa - Porto);
- A8 (Autoestrada do Oeste: Lisboa - Marinha Grande);
- A17 (Marinha Grande - Aveiro);
- A19 (Leiria - Batalha. A A19 resulta do alargamento do IC2 na zona de Leiria);
- O IC36 que liga a A1 à A8.[51]

#### Aeródromo
Leiria dispõem do Aeródromo José Ferrinho (também conhecido por Aeródromo do Falcão e por Aeródromo de Leiria) situado na freguesia dos Marrazes na localidade de Gândara dos Olivais, com uma pista de 600m x 9m asfaltada. Situa-se a cerca de 5 km a norte-noroeste do centro da cidade.
Existe ainda um Aeródromo militar na freguesia de Monte Real.

### Militares
Na Cruz da Areia, nos arredores de Leiria, encontra-se o Regimento de Artilharia n.º 4 do Exército Português e, na localidade de Monte Real, a Base n.º 5 da Força Aérea Portuguesa.

### Saúde

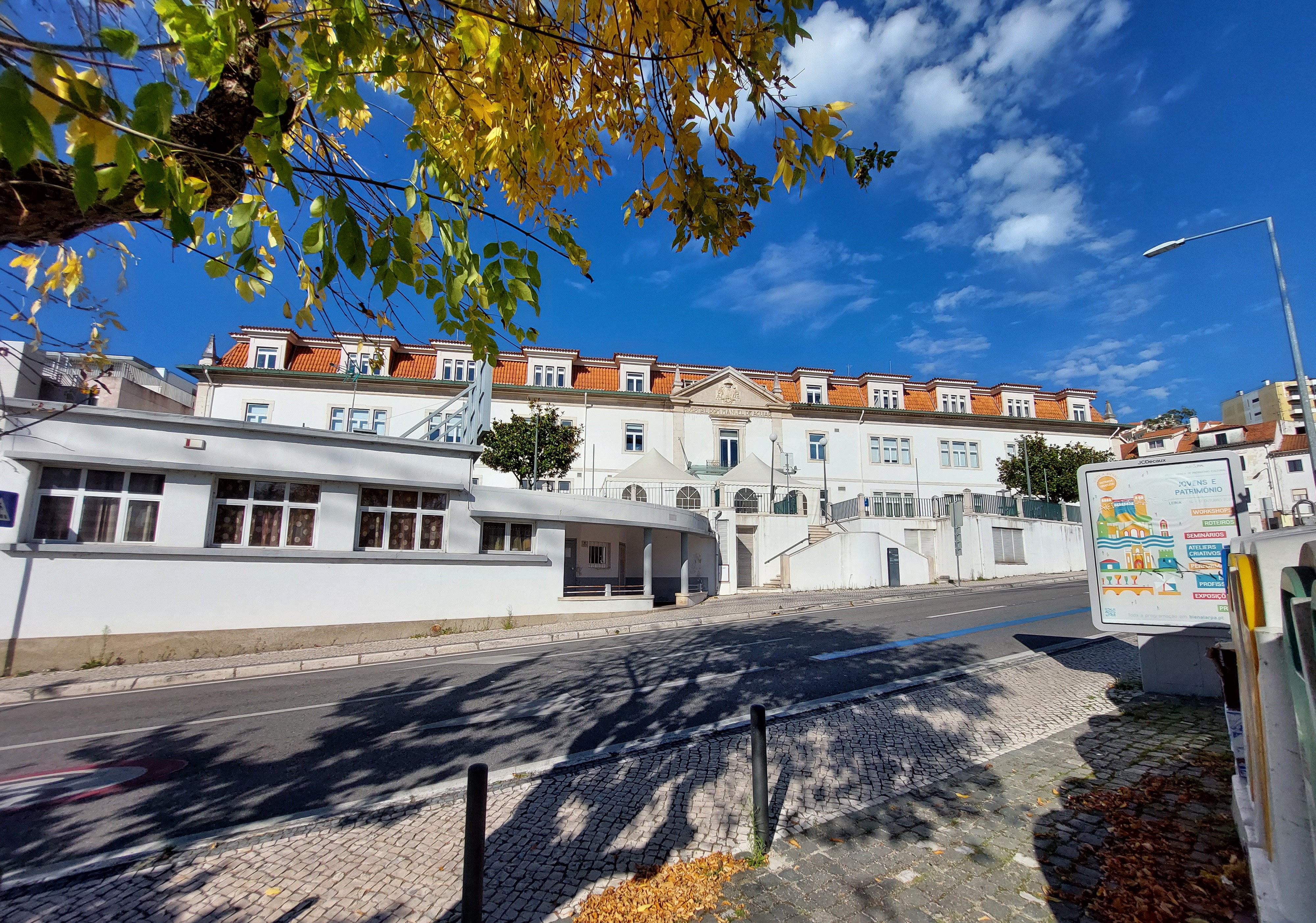
Hospital D. Manuel de Aguiar, em Leiria.

O Hospital de Santo André, que em 2011 agregou o Hospital de Pombal (passando a designar-se Centro Hospitalar de Leiria-Pombal) e em 2013 juntou-se o Hospital de Alcobaça, assumindo a atual designação Centro Hospitalar de Leiria, é o maior hospital da região e localiza-se a 1 km do centro da cidade. Possui urgências ginecológicas-obstetrícias, pediátricas e gerais, bem como uma entrada para doenças súbitas, todas a funcionar tanto de dia como de noite. Possui um imenso leque de especialidades médicas e está no ranking das cinco melhores unidades cardíacas e vasculares, neurológicas e respiratórias.
A mais antiga unidade de saúde particular existente em Leiria é o Hospital D. Manuel de Aguiar, propriedade da Santa Casa da Misericórdia de Leiria, que presta cuidados de saúde na cidade desde 1544. O Hospital D. Manuel de Aguiar, situado na Rua de Tomar foi inaugurado em 1800.
Em Leiria situa-se também a unidade principal do Centro Hospitalar de São Francisco, hospital particular, do Grupo Sanfil.
No município de Leiria existem ainda duas unidades do Agrupamento de Centros de Saúde do Pinhal Litoral, o Centro de Saúde Dr. Arnaldo de Sampaio e o Centro de Saúde Dr. Gorjão Henriques. Estes dois centros de saúde possuem diversas extensões pelo município, permitindo desse modo uma maior proximidade com toda a população leiriense.

## Jornais de Leiria
- Diário de Leiria - Diário - Grupo Diários
- Região de Leiria - Semanário - Grupo Nov
- Jornal de Leiria - Semanário - Grupo Movicortes
- Presente - Leiria-Fátima. Substitui os extintos A Voz do Domingo e O Mensageiro[59][60]
- Quinze - Mensal (publicado até Outubro de 2009) - Associação Fazer Avançar

## Educação
A rede escolar do Município de Leiria, no ano letivo de 2020/2021, englobava um total de 26552 alunos ao longo de toda a cadeia de ensino.
| Nível de Ensino  | Rede Pública | Rede Privada |
| ---------------- | ------------ | ------------ |
| Pré-escolar      | 62           | 28           |
| 1.º Ciclo        | 62           | 4            |
| 2.º e 3.º Ciclos | 9            | 5            |
| Secundário       | 6            | 1            |
| Profissional     | 5            | 2            |
| Superior         | 1            | —            |

### Ensino Básico
Para além das escolas básicas de 1.º ciclo, o município de Leiria engloba as seguintes escolas básicas de 2.º e 3.º ciclos:
- Escola Básica n.º 2 de Marrazes
- Agrupamento de Escolas de Caranguejeira- Santa Catarina da Serra
- Escola Básica Integrada de Colmeias
- Escola Básica 2/3 D. Dinis
- Escola Básica 2/3 Dr. Correia Mateus
- Escola Básica e Secundária Henrique Sommer (Maceira)
- Escola Básica 2/3 Dr. José Saraiva
- Escola Básica e Secundária Rainha Santa Isabel (Carreira)

Existem também instituições de ensino privadas:
- Colégio Conciliar Maria Imaculada
- Colégio Dr. Luís Pereira da Costa (Monte Redondo)
- Colégio Nossa Senhora de Fátima

### Ensino Secundário
- Escola Secundária de Francisco Rodrigues Lobo (antigo Liceu Nacional de Leiria)
- Escola Secundária de Domingos Sequeira (antiga Escola Comercial e Industrial de Leiria)
- Escola Secundária de Afonso Lopes Vieira (em Gândara dos Olivais, Marrazes)
- Escola Básica e Secundária Henrique Sommer (em Maceira)
- Escola Básica e Secundária Rainha Santa Isabel (Carreira)

### Ensino Profissional
O ensino profissional na cidade é assegurado pela Escola Profissional de Leiria e pela Escola Profissional e Artística da Marinha Grande.

### Ensino Superior
A cidade é sede do Instituto Politécnico de Leiria, uma instituição politécnica de ensino superior que foi fundada em 1987. Em Leiria localizam-se três das cinco escolas deste instituto politécnico: a Escola Superior de Educação e Ciências Sociais de Leiria, a Escola Superior de Tecnologia e Gestão de Leiria e a Escola Superior de Saúde de Leiria. O instituto também tem escolas nas cidades de Caldas da Rainha e Peniche, respetivamente a Escola Superior de Artes e Design de Caldas da Rainha e a Escola Superior de Turismo e Tecnologia do Mar de Peniche. A única instituição de ensino superior privada atualmente presente na cidade de Leiria é o Instituto Superior de Línguas e Administração (ISLA), depois de ter sido encerrado, em 2005, o Pólo de Leiria da Universidade Católica Portuguesa, que havia sido criado em 1991.

## Desporto

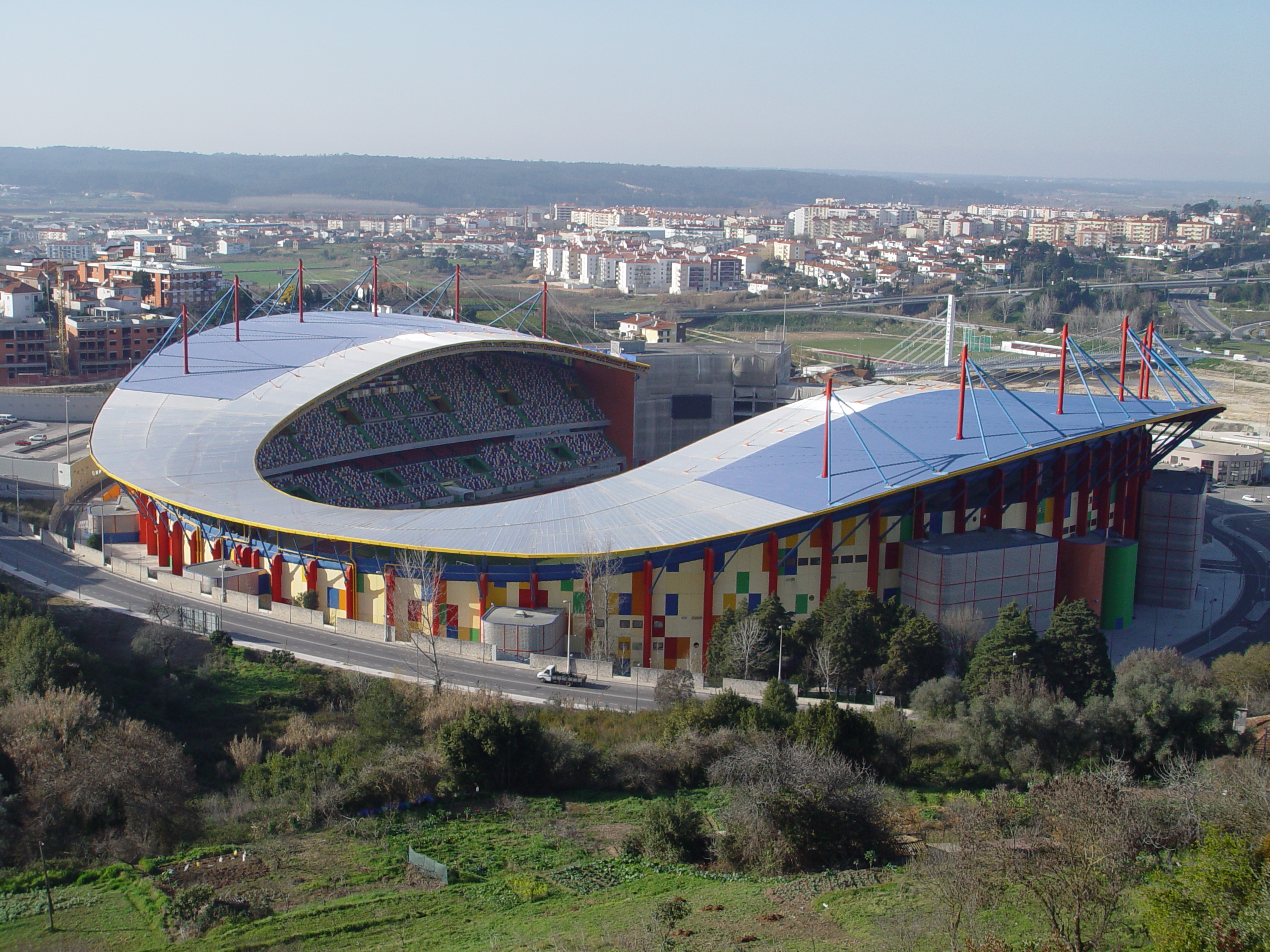
Estádio Dr. Magalhães Pessoa

A cidade tem a sua própria equipa de futebol, a União Desportiva de Leiria, habitualmente chamada somente de União de Leiria. Esta equipa jogou ate á época 2011/2012 no primeiro escalão do futebol português, estando atualmente na Segunda Liga. O clube jogou no estádio municipal, o Estádio Dr. Magalhães Pessoa, até à época 2010/2011 passando a jogar no Estádio Municipal da Marinha Grande na época seguinte, a partir de um protocolo celebrado entre o clube e a Câmara Municipal da referida cidade. Posteriormente, retornou ao estádio inicial.
Este foi um dos estádios onde decorreu o Euro2004. Para receber alguns dos jogos desta competição, o estádio foi reformulado passando a ter uma capacidade para 25 mil espetadores. Em Leiria jogaram-se duas partidas do Grupo B, o Suíça-Croácia, e o Croácia-França. Curiosamente, os dois jogos terminaram empatados.
O estádio também foi palco da Taça da Europa de Atletismo em 2008 e do seu sucessor, o Campeonato Europeu de Atletismo por Equipas SPAR, em 2009.
Para além do estádio municipal, Leiria também possui outras infraestruturas importantes para a prática de diversos desportos. Algumas destas infraestruturas são o Pavilhão Gimnodesportivo dos Pousos (e o Campo adjacente da Charneca), o Campo Aldeia do Desporto, o Centro Nacional de Lançamentos e o Pavilhão do Lis. Este último foi reconhecido pelo Comité Paralímpico Português como o primeiro pavilhão inclusivo do país.
Na cidade existe também uma equipa de hóquei em patins — o Hóquei Clube de Leiria — que promove também as modalidades de patinagem artística e de velocidade; um clube de karaté — o CSKL; e uma das equipas de atletismo com melhor e maior palmarés em Portugal, a Juventude Vidigalense, de onde já saíram vários campeões nacionais. Este clube organiza o Meeting Cidade de Leiria.
O Clube Bairro dos Anjos (BA) é também uma das principais equipas de atletismo e de natação da cidade, tendo nos seus quadros vários campeões nacionais e distritais.
No Basquetebol o destaque vai para o Núcleo Sportinguista de Leiria (NSL), Campeão Nacional da 1.ª Divisão em Seniores Masculinos na época de 1999/2000. Em 2011/2012, o NSL criou uma escola de minibasquete e desde essa época que vem sendo distinguido pela Federação Portuguesa de Basquetebol, consecutivamente, com o Certificado de Qualidade de Escola Portuguesa de Minibasquete, o que aconteceu pela primeira vez na cidade de Leiria, sendo a maior escola de minibasquete do distrito. Em 2012/2013, foi constituída no NSL a primeira Academia de Basquetebol do Sporting Clube de Portugal fora de Lisboa, sendo este clube de expressão mundial pioneiro neste capítulo no panorama basquetebolistico português. Nas primeiras três épocas de Escola de Minibasquete, o NSL recebeu mais de 100 crianças entre os 6 e os 11 anos de idade.
Leiria também oferece parques onde é possível praticar desportos radicais como BMX, skate ou patins, nomeadamente o Parque Radical de São Romão.
A cidade de Leiria foi escolhida como uma das Cidades Europeias do Desporto em 2022.

## Património

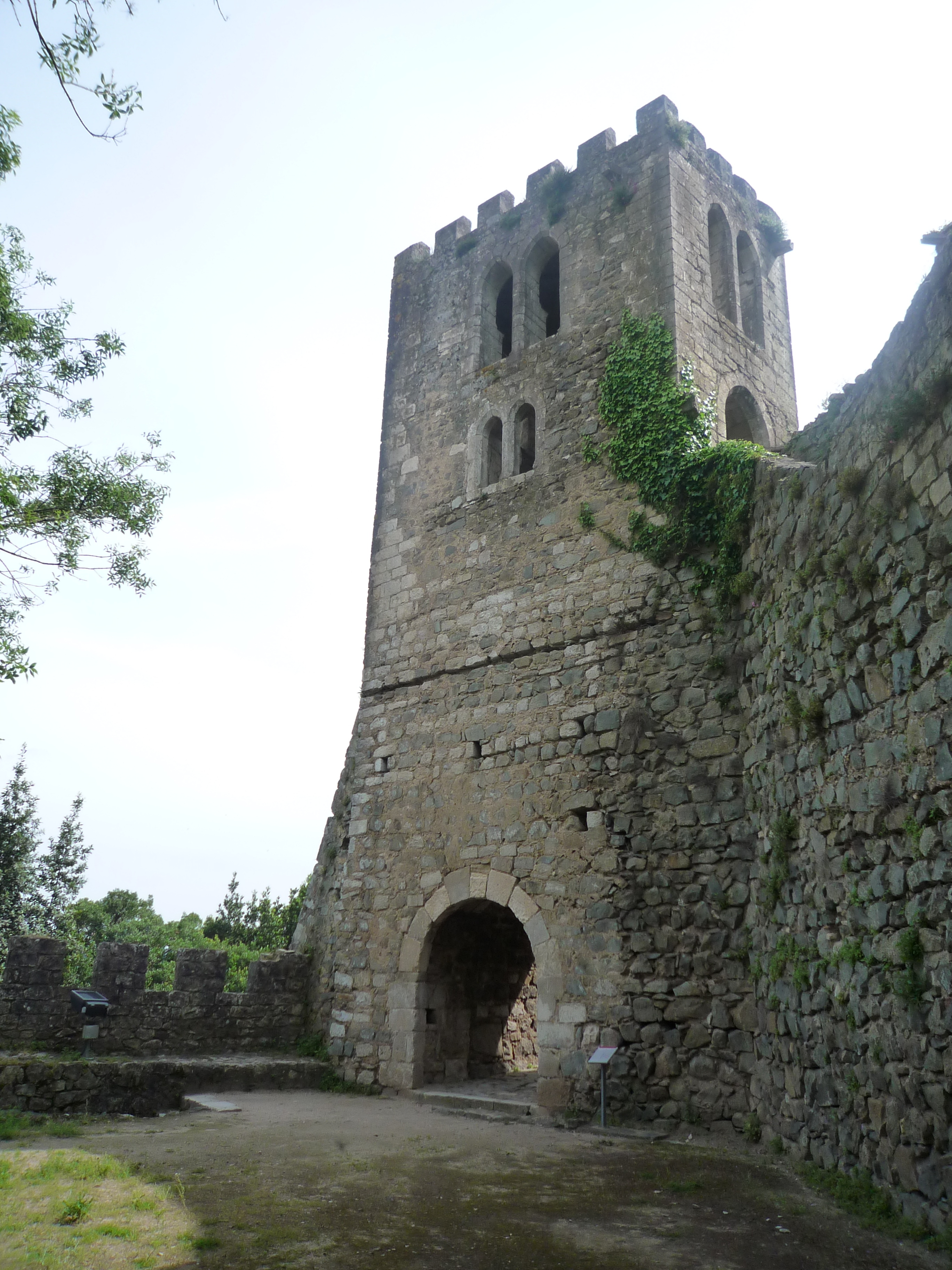
Torre dos sinos do Castelo de Leiria

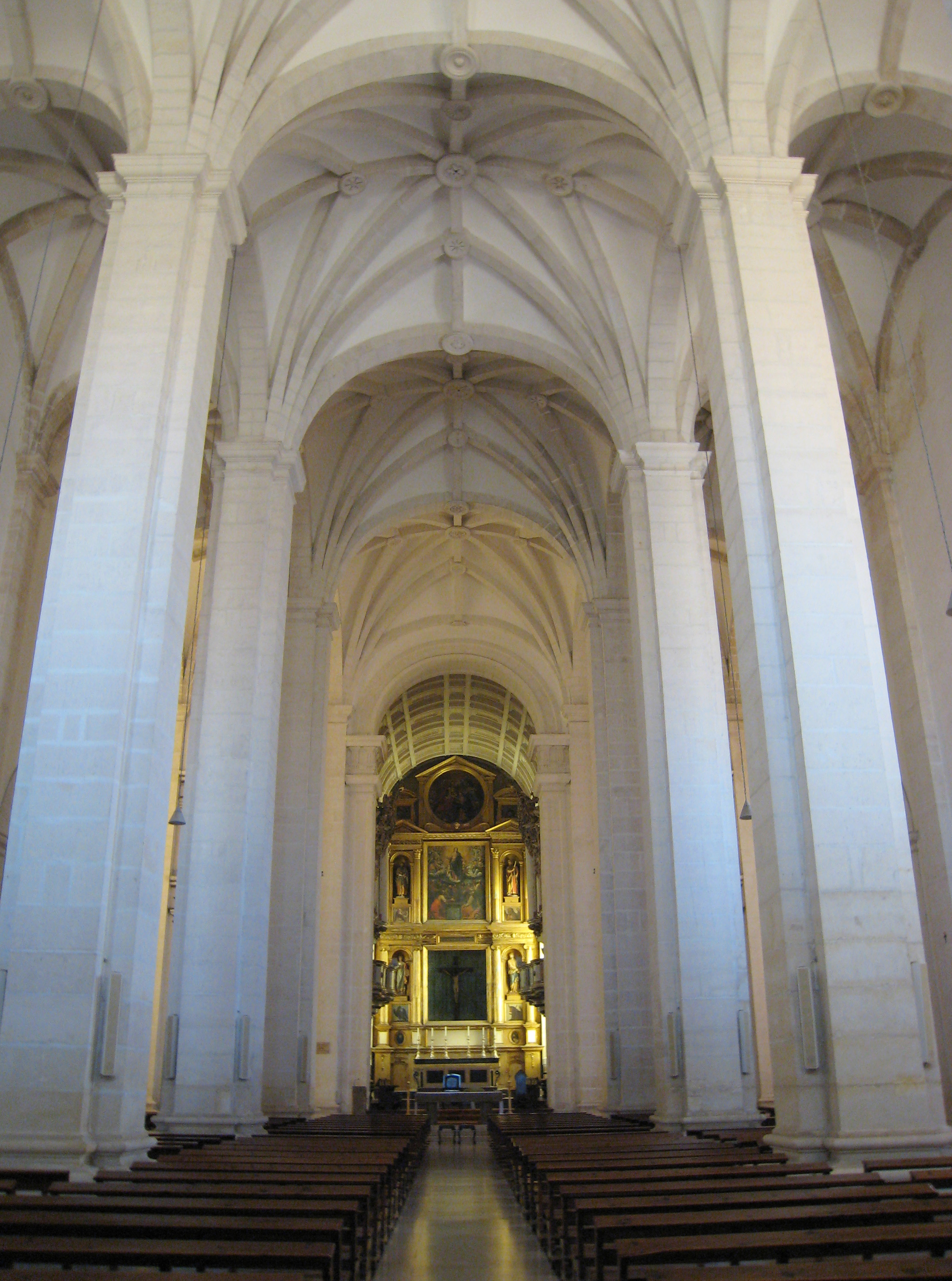
Interior da Sé de Leiria (século XVI)

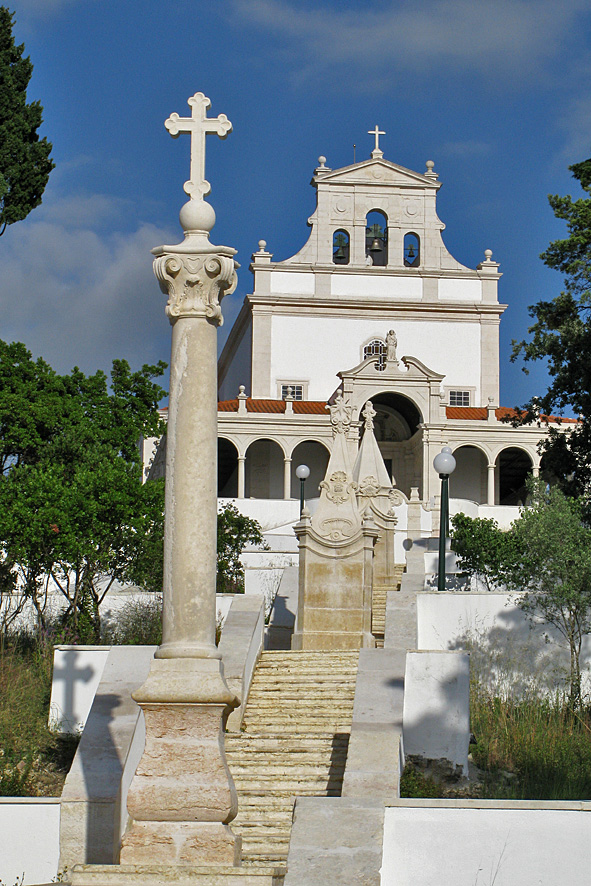
Nossa Senhora da Encarnação

- Castelo de Leiria — Depois de conquistar Leiria aos mouros, em 1135 D. Afonso Henriques mandou construir um castelo nesta localidade. Foi amuralhado em 1195, a mando de D. Sancho I e em 1324 D. Dinis mandou construir a torre de menagem, e transformou a fortaleza em palácio. As Invasões Francesas provocaram danos elevados, mas o Castelo de Leiria conseguiu preservar a sua beleza. O castelo, tal como hoje se apresenta, é fruto de uma recriação recente. No século XIX, estando a fortificação medieval em ruínas, o arquiteto de origem suíça Ernesto Korrodi elaborou, a partir de 1898, um plano de reconstrução. Este plano baseava-se, não num levantamento arqueológico, mas na visão romântica da arquitetura medieval do arquiteto, uma corrente representada em França por Eugène Viollet-le-Duc. As obras duraram de 1915 a 1950, tendo a intervenção dos Monumentos Nacionais. Do alto do castelo, avista-se o tecido urbano da cidade, assim como a sua periferia rural.
- Sé Catedral de Leiria — O início da sua construção data de 1559, em pleno século XVI, sendo a sua edificação concluída apenas na segunda metade do século XVII. Embora apresente a verticalidade das catedrais góticas, nela transparece o sentido de proporção das suas partes dado pelo cálculo matemático, dentro de um espírito tipicamente renascentista e classizante em que a ideia de projeto arquitetónico ganha uma dimensão moderna. É desprovida de torre sineira. Um adro alto dos inícios do século XVII, corrido por uma balaustrada de pedraria, envolve o edifício.
- Santuário do Senhor Jesus dos Milagres — Construído entre 1732 e 1750 — coincidindo com a constituição da Paróquia dos Milagres —, em honra a um milagre de Jesus que terá acontecido no lugar, este santuário apresenta um estilo barroco, sendo o mármore o material mais utilizado, a que se alia uma decoração com telas, painéis de azulejos e uma rica estatuária, com destaque para o relógio da igreja, talvez a maior peça patrimonial do santuário.[68] Recebeu obras de restauração, sob a direção de Ernesto Korrodi, em finais do século XX. Em tempos foi um dos principais locais de romaria do país, suplantado posteriormente pelo Santuário de Fátima. Persiste atualmente a celebração pública da devoção ao Senhor Jesus dos Milagres, que ocorre anualmente em setembro. A sua procissão de procissão de andores, atrai ainda a este Santuário centenas de pessoas, originárias de todos os pontos do país. Existe atualmente no local um posto de acolhimento, para esclarecimentos e informações aos visitantes, aberto diariamente, com condições especiais para visitas organizadas.[69]
- Capela de São Pedro — De origens românicas (finais do século XII), foi alvo de profundas transformações, tendo chegado a ser utilizada como celeiro e teatro até 1880. Foi restaurada e foi retomado o culto religioso em 1940. Subsistem ainda diversos elementos românicos como arcos, colunas e capitéis.
- Igreja e Convento de São Francisco — Remodelado ao longo dos séculos, apresenta pormenores renascentistas e barrocos. No século XX, esteve prevista a sua demolição mas sobreviveu como cadeia e, a partir de 1920, foi cedido à Companhia Leiriense de Moagens. Iniciada a recuperação em 1992, foram descobertas pinturas murais quatrocentistas.
- Igreja da Misericórdia — a igreja foi construída na sequência da fundação da Misericórdia em Leiria (1544). Entre 1627 e 1636, o então bispo D. Dinis de Melo e Castro mandou anexar um hospital, que esteve em funcionamento até 1800. No século XVIII a igreja foi reconstruida; é esse templo maneirista, de exterior sóbrio e com estrutura simples, de uma só nave coberta por teto de esteira, que encontramos atualmente. A igreja é propriedade da Santa Casa da Misericórdia e está cedida à Câmara Municipal de Leiria, que a recuperou e transformou num Centro de Diálogo Intercultural.[70]
- Santuário de Nossa Senhora da Encarnação — Construído no século XVI, tem a sua base nas ruínas do templo de São Gabriel. No século XVIII, foi acrescentada uma grande escadaria barroca, que possibilita o acesso à capela, de alpendre arqueado, onde figura uma imagem quinhentista de São Gabriel.
- Convento de Santo Agostinho — Iniciada a sua construção no último quartel do século XVI, só viria a concluir-se no século XVIII. Salientam-se o claustro do Convento e a fachada barroca ladeada por duas torres. No edifício do convento anexo são dignos de referência alguns painéis de azulejos dos séculos XVII e XVIII.
- Convento da Portela (Franciscanos) — É o conjunto religioso mais recente da cidade de Leiria e inclui uma igreja imponente; o seminário encontra-se desativado. A construção iniciou-se em 1902 com projeto de Nicola Bigaglia.[71][72]

## Museus
- Agromuseu Municipal D. Julinha — De caráter etnográfico, as coleções deste museu provêm maioritariamente do acervo existente na antiga Casa Agrícola Pereira e Alves Matos - Carreira, iniciada no século XIX, e ligada à produção vitivinícola, cerealífera e de azeite.[73] Destacam-se as seguintes categorias: alfaias agrícolas, os transportes, a vitivinicultura, utensílios e equipamentos. A exposição permanente integra, ainda, bens vivos, como os animais de capoeira, espécies hortícolas nas antigas hortas da casa, e arborícolas, como um carvalho cerquinho centenário, e outras espécies. Tem entre os seus objetivos representar a vida da lavoura na Beira Litoral e, em especial, da região de Leiria. Além de visitas guiadas e exposições temporárias, oferece um serviço educativo com oficinas anuais, orientadas, nomeadamente, para a sensibilização ambiental e valorização de tradições culturais (danças e cantares tradicionais, contos e outras tradições orais).[74]
- Casa-Museu - Centro Cultural João Soares — Edifício situado na freguesia de Cortes, doado pela família de Mário Soares à Fundação Mário Soares e por esta completamente remodelado, sob a direção da arquiteta Daniela Ermano. Foi criada uma biblioteca e existem espaços destinados a exposições temporárias das ofertas recebidas por Mário Soares durante a sua vida pública, como Primeiro-Ministro e depois como Presidente da República. Simultaneamente, foi concebida uma exposição permanente, dotada de meios audiovisuais, que apresenta uma visão sintética do século XX português. O espaço circundante da casa contempla um jardim da autoria de Gonçalo Ribeiro Teles, onde está exposto um painel de azulejos intitulado O Cristo dos Pescadores, de Hein Semke, um busto de João Lopes Soares, da autoria de Fernando Marques, e o Citroën CX em que Mário Soares percorreu o país em muitas das campanhas eleitorais que se seguiram ao 25 de abril.[75]
- Casa dos Pintores — A Casa dos Pintores, assim designada devido à grande quantidade de artistas que retrataram a sua fachada, é uma peça de arquitetura histórica relevante no conjunto edificado do centro histórico de Leiria, apresentando uma tipologia singular na malha urbana medieval, na qual ressalta a varanda com uma balaustrada em madeira, com dois sobrados, num topo de um quarteirão de reduzidas dimensões. A recuperação deste edifício municipal pretendeu atribuir-lhe uma função que se coadunasse, por um lado, com a valência histórica do local, e por outro, que impulsionasse a dinâmica turística, ajudando à criação de uma rede de núcleos museológicos e culturais, que dignificassem a qualidade cultural e turística da zona histórica da cidade. A equipa de arqueologia municipal acompanhou o desenvolvimento do processo desde a sua génese, que manteve a sua traça original, tendo-se promovido uma investigação histórica e arqueológica no quadro deste projeto piloto, que permite que os objetivos de gestão e divulgação do património arqueológico concelhio se atinjam. O edifício acolhe atualmente os serviços técnicos de Arqueologia e Património e o laboratório de Conservação e Restauro, potenciando o cumprimento da sua missão social, cultural e educativa e a aproximação deste serviço aos munícipes. A Oficina de Arqueologia tem como missão garantir uma eficiente e sistemática gestão, investigação, salvaguarda, divulgação, científica e pedagógica, bem como de valorização do património arqueológico do município de Leiria.[76]
- Moinho do Papel — Antigo moinho do século XV dedicado à produção de papel, convertido em museu com projeto arquitetónico de Siza Vieira. Foi inaugurado em 2009.
- Museu da Imagem em Movimento — Este museu resultou de uma exposição comemorativa dos 100 Anos do Cinema em Portugal (1995), tendo surgido face à necessidade reconhecida de encontrar um espaço onde os elementos ligados à arte cinematográfica então reunidos pudessem ser devidamente expostos e divulgados. Contempla ainda a instalação de uma biblioteca especializada e videoteca vocacionada para o cinema português.
- Museu da Fábrica de Cimentos Maceira-Lis — Tendo sido inaugurado no ano de 1991, nele se preserva o património da respetiva fábrica, cuja história se encontra ligada à evolução desta indústria em Portugal. Integra ainda, fora do perímetro fabril, a primeira locomotiva a vapor da fábrica, a Central Turbo-Geradora, a primitiva casa da direção e o moinho de vento.
- Museu Escolar — Inaugurado em 1997, teve origem num projeto iniciado em 1993, por um grupo professores da Escola do 1º Ciclo do Ensino Básico de Marrazes, freguesia onde está situado. Conserva livros, documentos da instrução primária, material didático e mobiliário escolar, usado no país ao longo do século XX.
- Museu de Leiria — Situado no Convento de Santo Agostinho, é herdeiro do projeto do Museu Regional de Obras de Arte, Arqueologia e Numismática de Leiria, criado em 1917.[77] Destacam-se, além de uma importante coleção de arte etnográfica africana, peças de mobiliário, cerâmica, vidro, numismática e pintura antiga e contemporânea.[78]
- Museu do Sporting Clube de Portugal — Um museu situado perto do Castelo de Leiria, mesmo em frente da Escola Secundária Domingos Sequeira e até há pouco tempo ao lado do Café do Núcleo Sportinguista de Leiria. Situado numa espécie de cave contém peças únicas, doadas por sócios, simpatizantes, dirigentes e atletas do Sporting e réplicas e taças e outros objetos do clube de Alvalade.
- Núcleo Museológico da Torre de Menagem do Castelo de Leiria — Neste espaço museológico podemos observar várias peças e outros objectos que mostram a cidade como ela era na antiguidade, durante o seu tempo medieval.
- Núcleo Museológico dos Bombeiros Municipais de Leiria — Neste espaço museológico podemos observar vários artigos pertencentes aos Bombeiros Municipais de Leiria, a maior parte com vários anos de existência e que já apenas servem para estarem expostas.

## Artesanato
- Louça de Bajouca — A localidade de Bajouca tem uma tradição de olaria muito antiga. Nesta localidade, a louça é muito clara. Assim, os oleiros aproveitam esta característica para fazerem uma decoração com lambugem vermelha, essencialmente nos mealheiros, com riscas avermelhadas e brancas. As peças produzidas são utilitárias e decorativas.
- Rodilhas (Sogras) de Leiria — As "Rodilhas" ou "Sogras" são pequenas almofadas de forma circular, abertas no centro. Eram utilizadas pelas mulheres, que sobre eles transportavam, à cabeça, os cântaros de água ou as cestas. Os materiais utilizados na sua confeção são tiras de trapos, lãs e linhas de bordar, entrançadas e bordadas. Hoje em dia, este tipo de peça é também utilizado como decoração.

## Gastronomia
A gastronomia de Leiria oferece uma boa variedade de pratos portugueses, incluindo pratos de peixe fresco e o famoso leitão da Boavista (leitão assado). A freguesia das Cortes é conhecida pelas migas, uma mistura de broa com espinafre, alho e azeite que é comido como um acompanhamento de peixe ou carne.
Pratos típicos — morcela de arroz, negritos, lentrisca, bacalhoada com migas, bacalhau com feijão frade, ossinhos, fritada, cabrito, feijoada, leitão, chanfana, fritada dos peixinhos, bacalhau com chícharos (Santa Catarina da Serra).
Doces regionais — brisa do Lis, ovos folhados, bolinhos de pinhão, castanhas queimadas, tarte de chícharos (Alvaiázere), canudos de Leiria, doce de amêndoa, broas doces de batata, merendeiras dos santos, filhós de abóbora.
Vinhos — Caves Vidigal, S.A., Paço das Côrtes, Cortes, Vale da Mata, Cortes, Quinta da Serrinha (Vinho Bio), Barreira, Quinta da Sapeira, Serra d'Aire, Santos & Santos, Torres Vedras, IGP Lisboa. Leiria faz parte da Região Demarcada do Vinho das Encostas de Aire DOC — Denominação de Origem Controlada.

## Entretenimento

### Cinemas
Existem diversos cinemas na cidade e no município:
- Cinema City (Leiria)
- Cineplace (Leiria)
- Teatro José Lúcio da Silva (Leiria)
- Teatro Miguel Franco (Leiria)
- Cine-Teatro de Monte Real (Monte Real)

### Festas da cidade
É de destacar a feira anual tradicional, com uma duração aproximada de 20 dias, realizada geralmente entre os dias 1 e 25 de maio, que têm ampla tradição na região.
A feira teria originado em 30 de abril de 1295 com a "Carta de Feira Anual" concedida pelo rei D. Dinis. Localmente, é conhecida pelo facto de ter sempre chuva. Este motivo teria levado o município a mudá-la de março para maio mas sem resultados, dado continuar a maldição da chuva na feira da cidade.

## Cidades gémeas

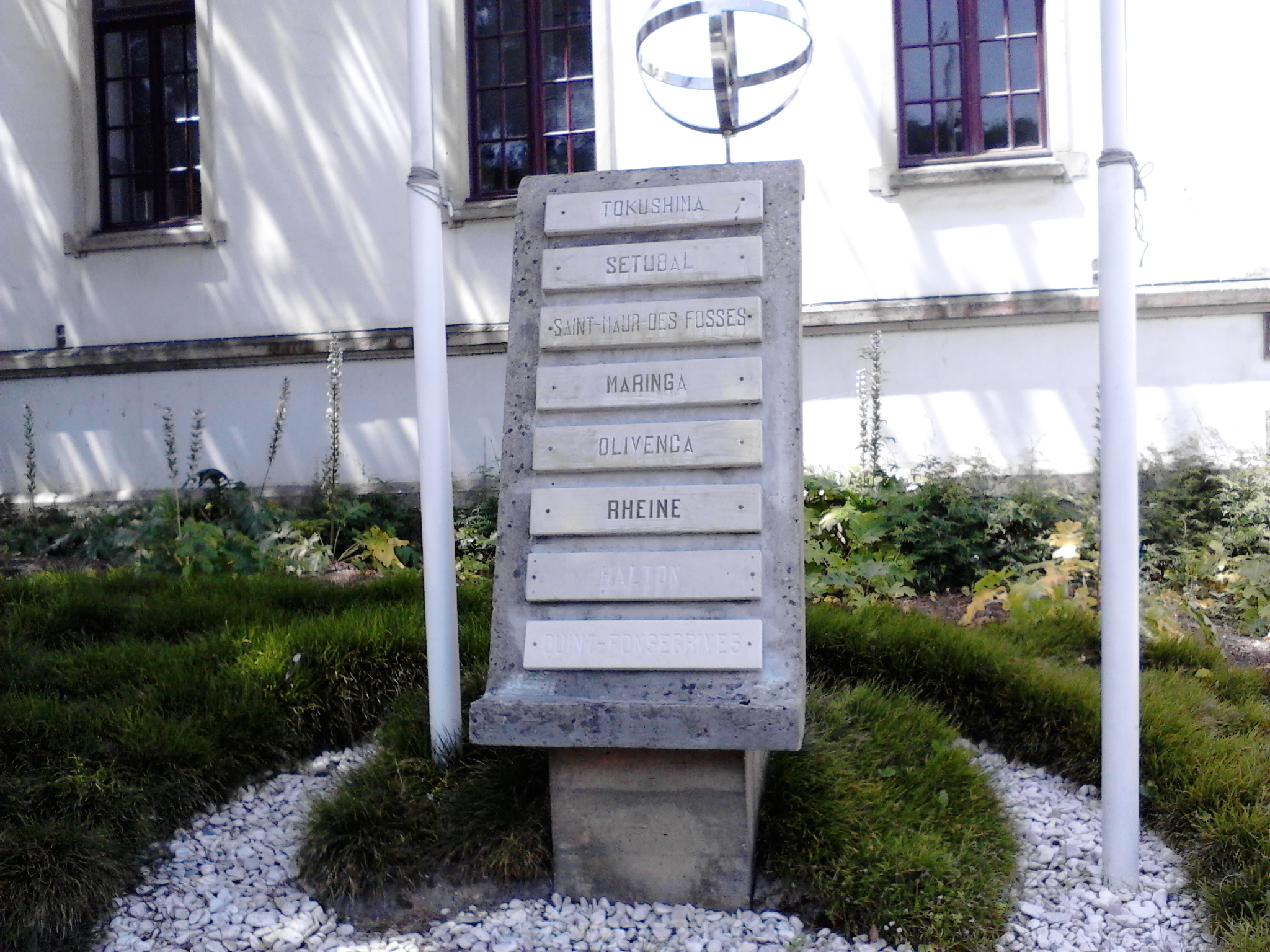
Monumento das cidades geminadas com Leiria (2013)

De acordo com o sítio da Associação Nacional de Municípios Portugueses, Leiria tem acordos de geminação ou de cooperação com as seguintes cidades:
 Maringá (Brasil), desde 1982
 Saint-Maur-des-Fossés (França), desde 1982
 Quint-Fonsegrives (França), desde 2013
 Olavarría (Argentina)
 Tokushima (Japão), desde 1969
 Setúbal (Portugal), desde 1982
 Olivença (território espanhol de facto, mas português de jure), desde 1984
 Rheine (Alemanha), desde 1996
 Halton (Inglaterra), desde 1997
 São Filipe (Cabo Verde), desde 1994
 Penglai (China)
 Tongling (China), desde 1999
 Nampula (Moçambique), desde 2002